# Водяний млин

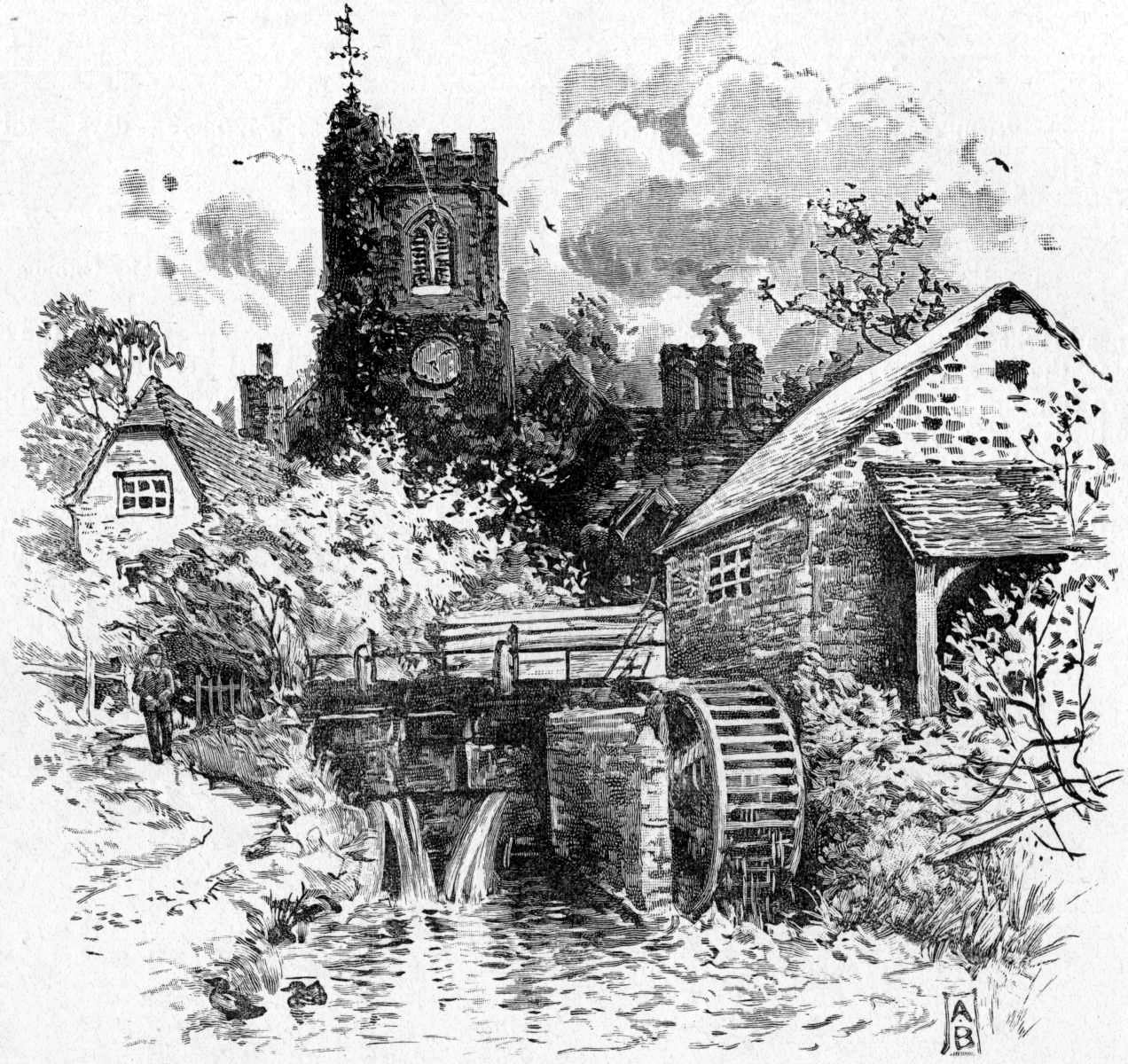
Водяний млин Англії початку XX століття.

Водяни́й млин — млин, що використовує енергію води. У Словнику Грінченка водяний млин називається просто «млином» без уточнювального означення. Маленькі водяні млини називалися ще млиницями.
Для України характерні два типи водяних млинів: гребляні (стаціонарні) та наплавні (лодяки). Наплавні млини базувалися лише на великих річках, зокрема Дніпрі, Десні, Сеймі. Основою, на яку встановлювали саму конструкцію млина, були човни-баржі. У разі потреби такі млини могли переміщуватись річкою.
За типом водяного колеса розрізняли такі види стаціонарних млинів:
- Коре́чний млин[3] (заст. укр. корча́к, коре́чник)[4][5] — з наливним колесом.
- Підсубі́йний млин[6] (заст. укр. підсубі́йок, підсубі́йник[7][8][9]; від пол. podsiębierny)[10] — з підливним колесом.

## Історія

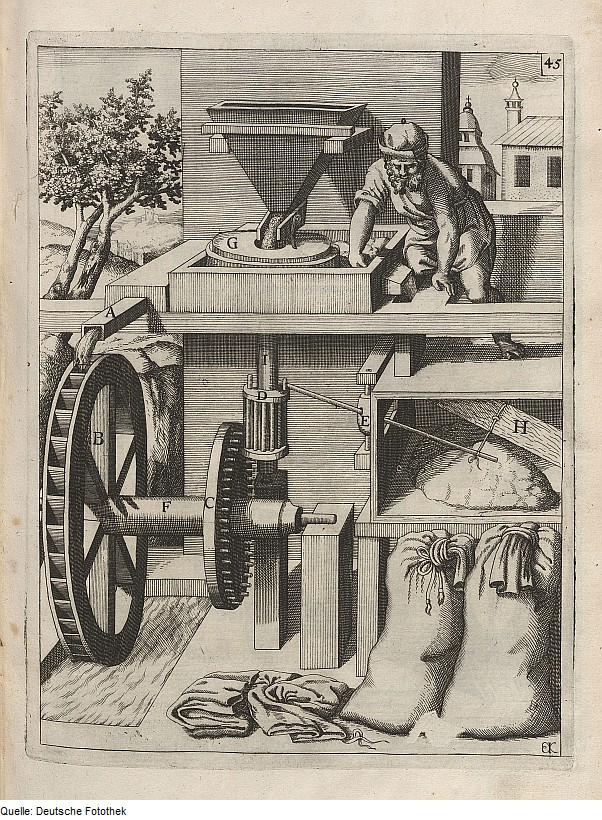
Схема водяного млина з питлем. Гравюра з книги Г. А. Беклера Theatrum Machinarum Novum, 1661

### Давній Близький Схід
Згідно з Т. С. Рейнольдсом і Р. Дж. Форбсом, водяне колесо могло бути винайдене на Близькому Сході в III ст. до н. е., де призначалося для обертання жорен. Рейнольдс припускає, що перші водяні колеса являли собою норії, і ближче до II ст. до н. е. еволюціонували у млин з горизонтальним колесом у Сирії та Малій Азії, звідки потрапили в Стародавні Грецію і Рим. С. Авітсур також припускає близькосхідне походження водяного млина.

### Давні Греція і Рим
Інженери елліністичної доби використовували два основні компоненти водяних млинів — колесо і зубчасту передачу. Одним з ранніх свідчень існування водяного колеса в Греції є колесо з Перахори, датоване III ст. до н. е.. Одна з найраніших письмових згадок — технічні трактати «Пневматика» і «Параскевастика» інженера Філона Візантійського. Британський історик техніки М. Льюїс показав, що уривки з трактату Філона з описом водяних коліс, які первісно вважалися пізнішими арабськими вставками, насправді походять з давньогрецького оригіналу. Колесо-чигир досконалої конструкції засвідчене в єгипетському настінному розписі II ст. до н. е. — часів Птолемейського царства.
У Стародавньому Римі вже були відомі підливне, наливне і середньобійне водяне колесо. Принцип роботи цього механізму дуже простий. З одного кінця довгої осі закріплювалося рухоме жорно, з другого — припасовувалися сторчові лопаті. Коли таке колесо розташовували під водним потоком, воно починало обертатись, повертаючи водночас і млиновий камінь. Під нього знизу клали друге жорно, що залишалося нерухомим. Між них сипали зерно, яке і розтиралося на борошно.
Млини використовувалися переважно на перемелювання зерна на борошно (засвідчено Плінієм Старшим), але застосовувалися вони і для промислових потреб — у сукновальнях, для розпиляння мармуру.
У Римській імперії існували різні типи млинів. «Грецькі» використовували горизонтальні колеса (з вертикальною віссю), «римські» — вертикальні колеса (з горизонтальною віссю). Грецький різновид був старішим і простішим, але працював тільки у воді зі швидкою течією і з жорнами малого діаметру. Римський тип був складнішим, бо вимагав зубчастої передачі, що переносила обертання з горизонтального вала колеса до вертикального вала жорен.
Хоча на теперішній час знайдені залишки тільки кількох десятків римських водяних млинів, широко розповсюджені сліди акведуків-млинівок вимушують припустити, що багато ще чекають свого відкриття. Недавні розкопки в найдавнішій частині Лондона відкрили припливний млин, а також здогадно низку водяних млинів, що працювали від млинівки, прокладеної вздовж річки Фліт.

### Інші країни

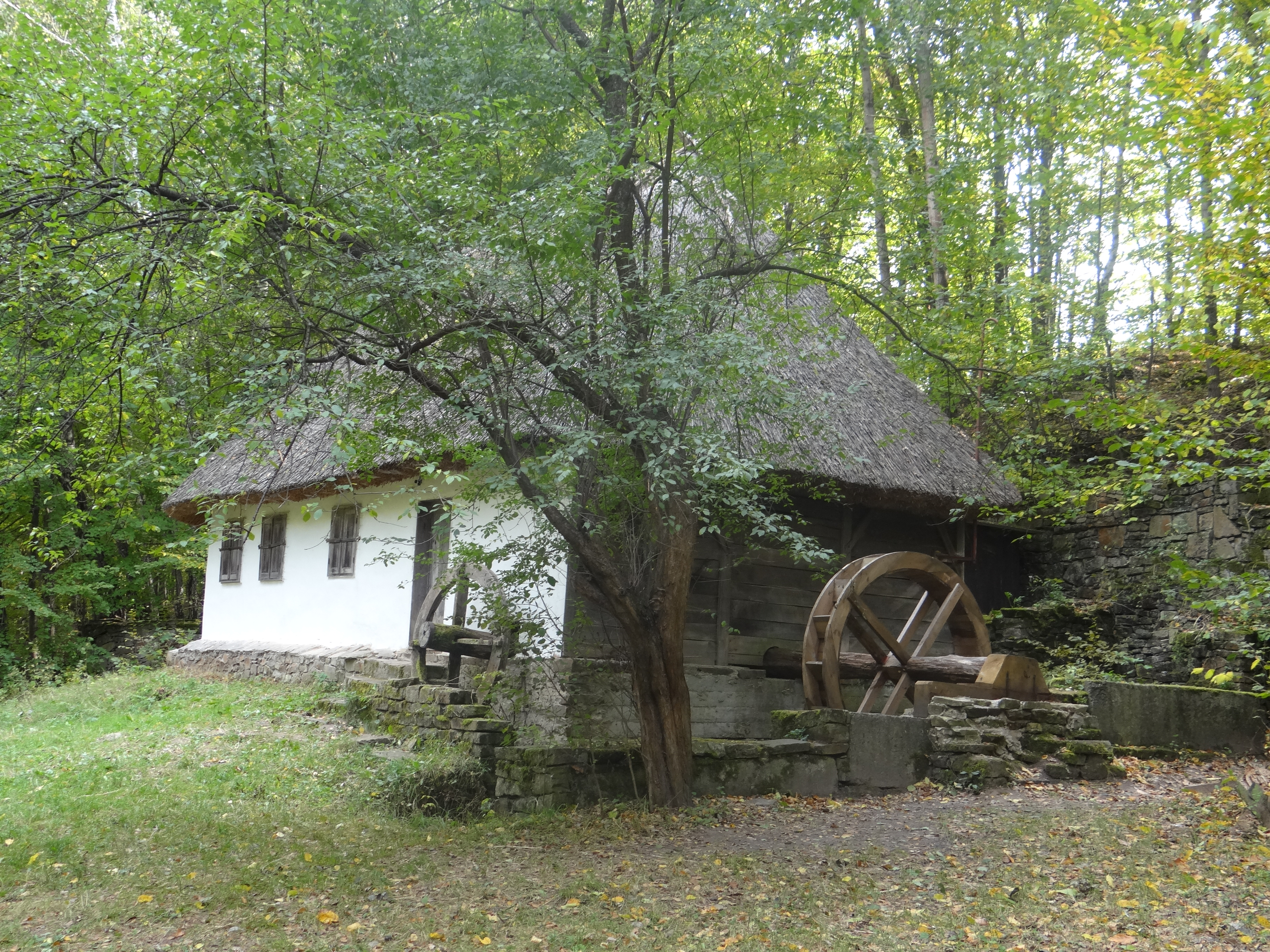
Хата-млин з села Ломачинці. Музей у Пирогові

Згодом цей вид млина (лат. molīna), дещо удосконалений, був занесений в інші землі Європи, а потім і в Україну. Відомий там він уже з XI ст., а найбільшого поширення набув, зокрема в Карпатах, у XVIII ст.
Типові сільські млини, зазвичай, були дерев'яні. На Бойківщині зводили двозрубні споруди, криті соломою або ґонтом, на Гуцульщині — ґонтом або драницею. В одному приміщенні (зрубі), як правило, був розташований механізм, а в другому — піч, лави. Тут відпочивали мірошник і приїжджі. У карпатських селах млини часто містилися під одним дахом з житлом. Ще й тепер на заході Бойківщини і Гуцульщини можна побачити будівлі з планом: хата—сіни—млин. Хоча всі ці господарсько-технічні споруди виникали на різних етапах економічного розвитку, їхня архітектура майже не мінялася.
Розрізнялися млини-вальники, що працювали цілий рік, і весняки (вешняки), що працювали тільки під час весняної повені.
У великих селах, містечках і містах зводили муровані млини, нерідко на 2, 3 або 4 поверхи. Такі багатоповерхові млини існували, наприклад, у селищі Нижанковичі (частково зберігся) і селі Нове Місто (не зберігся), що у Старосамбірському районі Львівської області. У цих млинах працювали доволі складні механізми, за якими наглядали спеціально навчені робітники.

## Будова і приміщення млина

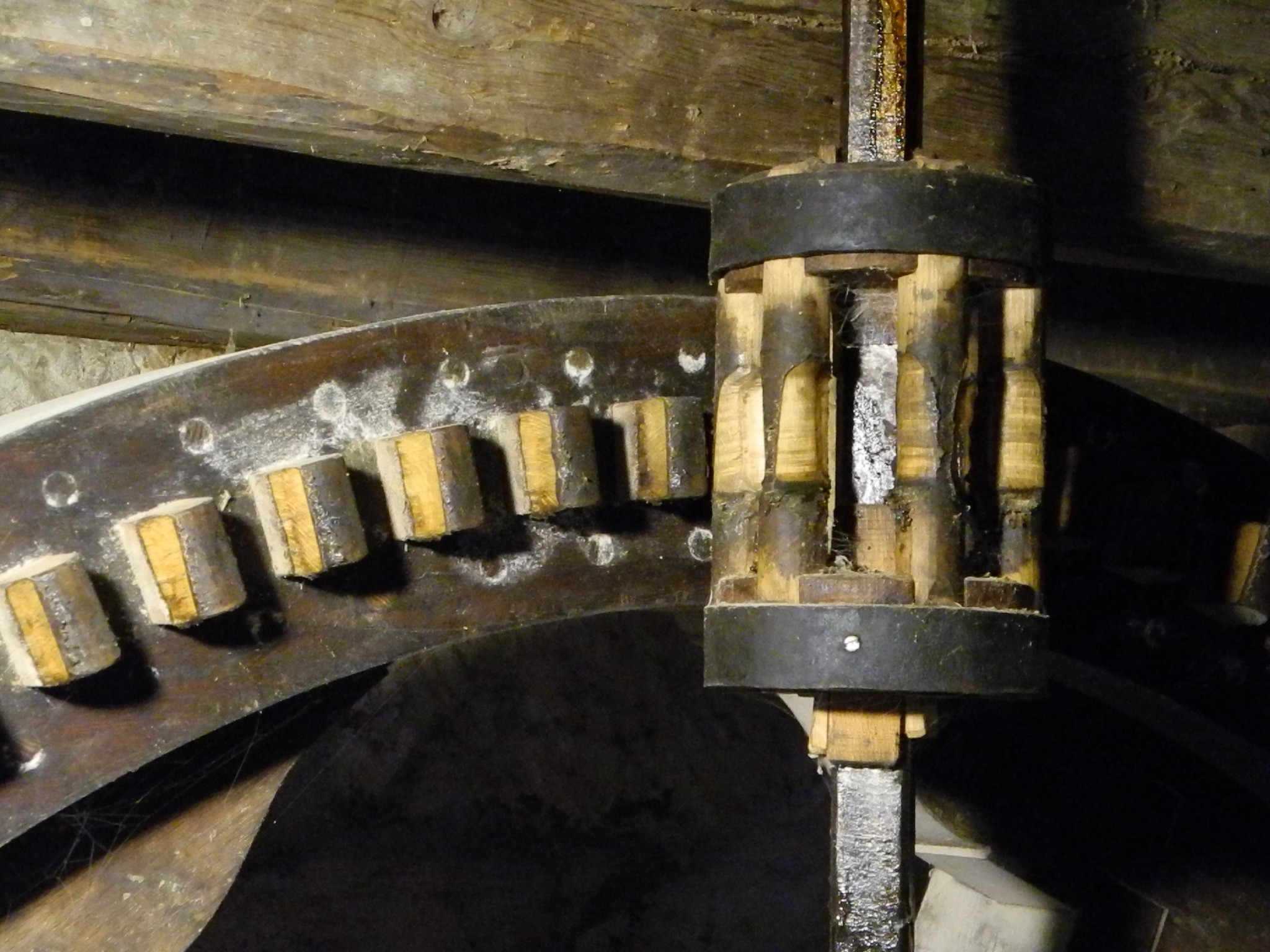
Трибова передача з палечного і цівкового колеса

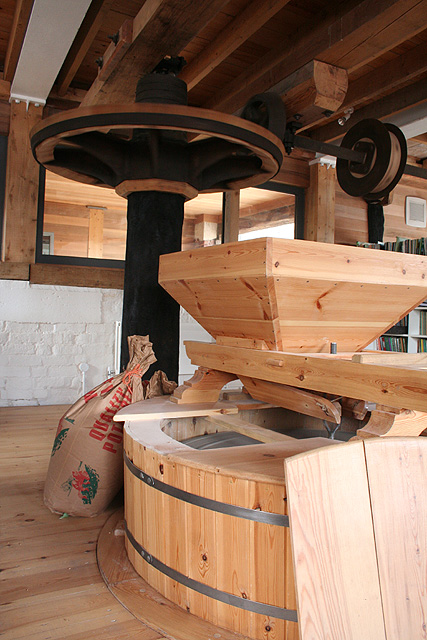
Жорновий поверх млина Кріклпіт-Мілл в Ексетері, Девоншир. Видно обичайку жорен, кіш з жолобом для зерна і приводні колеса.

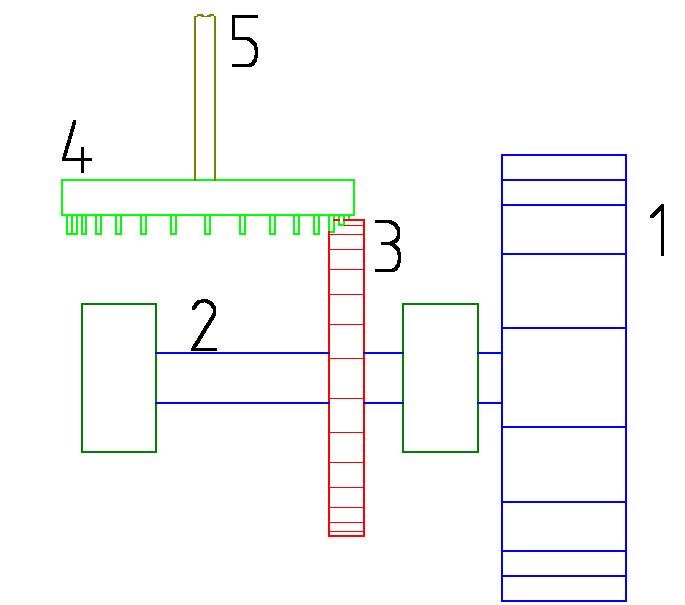
Схема механізму водяного млина:
1 — водяне колесо
2 — ведучий вал
3 — шестірня (цівкове колесо)
4 — шестірня (корончасте колесо)
5 — вертикальний вал (веретено жорна)

Для влаштування млинів на рівнинних річках доводилося влаштовувати ставки, зводячи греблі. У гірських і підгірських районах млини рідко зводили біля самих річок, адже повені могли знищити споруду. Тому млини будували на деякій віддалі від русла річки, а до водяного колеса, яке приводило в рух млинові механізми, воду з річки підводили спеціальним каналом — млинівкою. Вона закінчувалася жолобом, по якому вода подавалася до колеса, він був відомий як лотоки́, у нижній частині — ринва (жолоб для спуску зайвої води називався пустою чи яловою ринвою), у його верхній частині поміщався затвор — заставка чи застав, заповнений водою простір перед заставкою називався скриня. Під колесом, для запобігання розмиванню влаштовувалося вимощення — лодя чи лодді. Місце від заставки до лоддів називалося приводні. Поруч будівлі млина влаштовувалася основа — конструкція зі стовпів з покладеними на них дерев'яними брусами. На основі встановлювалися ринва і вал водяного колеса.
Водяне колесо (яке також називалося надвірним, бо розташовувалося зовні будівлі млина) могло бути кількох типів, залежно від способу подачі струменя води: підливне, наливне, середньобійне, існували й горизонтальні мутовчасті колеса, які вважаються найбільш архаїчними. Колесо складалося з маточини (ма́тиці), насадженої на головний вал, спиць (рамен), обода, складеного з одного-двох дерев'яних кільчатих бортів (кляків) і лопаток. Колесо з одним кляком називалося однобортним, двома — двобортним. В однобортному колесі кожна лопатка кріпилася до кляка дубовою дужкою (в'язко́м), кінці лопаток для жорсткості з'єднувалися дубовими кілочками — снозами. У двобортному колесі лопатки поміщалися між кляками. У «коречному» млині (з наливним колесом) лопатки (корці) складалися з двох з'єднаних по довжині під кутом дощок: верхня називалася сніз, нижня — корчівка. Взимку для захисту від обмерзання колесо поміщали в ящик — парник.
Вал спирався на опори — кізлини чи укладався на опорні балки — валниці. Усередині приміщення на валу була розташована вертикальна шестірня — палечне (палешне) колесо, складене з 4-6 сегментів (блятів), з вставленими по колу штирями-кулачками (пальцями, пальками). Горизонтальна шестірня (цівкове колесо) була влаштована таким чином: вертикальне веретено нижнім кінцем впиралося в підп'ятник (коробочку), вроблений в дерев'яний брус (штаґу), на веретені були два диски (обренці), з'єднані стрижнями (цівами). Разом шестірні утворювали цівкову передачу (різновид трибової): кулачки палечного колеса чіплялися за ціви і приводили в обертання цівкове колесо разом з веретеном і верхнім жорном (на наведеному на схемі варіанті застосована зворотна система: палечне колесо встановлене на веретені жорна, а цівкове — на валу колеса). Для регулювання зазора між жорнами штаґа могла підійматися і опускатися, фіксуючись на потрібній висоті клинами, а довжина ців цівкового колеса уможливлювала не втрачати їхнього зчеплення з пальками палечного колеса при підйомі і опусканні штаґи з веретеном. При наявності на млині кількох пар жорен вал приводив в обертання кілька веретен. Найпоширенішим способом привода жорна водяного млина була передача обертального руху від нижнього, єдиного веретена (нижньоприводне жорно), рідше використовувався привод через додаткове верхнє веретено (верхньоприводне жорно), як на вітряку. Пара верхнього рухомого і нижнього нерухомого жорен називалася посад чи постав, він включав у себе також жорновий кожух — обичайку (кадку), ящик для зерна — кіш, лотік — коритце і ящик для збору борошна — мучник чи скриня. У нижній частині коша, що мав форму перевернутої чотиригранної зрізаної піраміди, був отвір, споряджений засувкою. Кіш можна було відсунути вбік від жорна за допомогою пристрою — скруту. Металева втулка, на якій оберталося верхнє жорно, звалася порплиця чи порклиця, широкий отвір для подачі зерна над нею — прогорницею. Для рівномірного надходження зерна з коша в прогорницю застосовувався регулятор. Коритце підвішувалося на мотузках під нижнім отвором коша, знизу до коритця кріпилася вертикальна паличка (спружина чи риштак), що нижнім кінцем поміщалася в кільці, закріпленому в отворі верхнього жорна. Внутрішня частина кільця була споряджена виступами-кулачками, які при обертанні жорна штовхали паличку, а разом з ним і коритце. Ще одна вертикальна паличка була прикріплена до поздовжнього опорного бруса коша: до неї шнуром приєднувалося коритце і вона грала роль пружини, повертаючи коритце назад після кожного поштовху кулачка кільця. Завдяки частому струшуванню коритця забезпечувалася рівномірна подача зерна.
Для отримання борошна особливого тонкого помелу млин міг споряджатися питлем — тканинним просіювачем, а для приготування крупів — круподернею.

## Водяні млини за нашого часу
У вік електрифікації відпала потреба використовувати такі малопродуктивні механізми, як водяні млини. Особливо прискорився занепад водяних млинів з приходом радянської влади та організацією колгоспів, розвитком борошномельно-круп'яної промисловості з машинним розмелюванням. Мірошників змушували покидати свою справу, у багатьох селах споруди млинів руйнували, спалювали. Покинуті млини часто нищились від паводків, адже ніхто вже не дбав про врегулювання млинівок.
Нині вцілілі млини зберігають як пам'ятки історії розвитку техніки. Деякі з них стали експонатами музеїв просто неба — скансенів, як в Україні, так і за кордоном. Усі ці пам'ятки віхи технічного прогресу мають велику наукову та мистецьку цінність.

## Застосування
- Для помелу борошна.

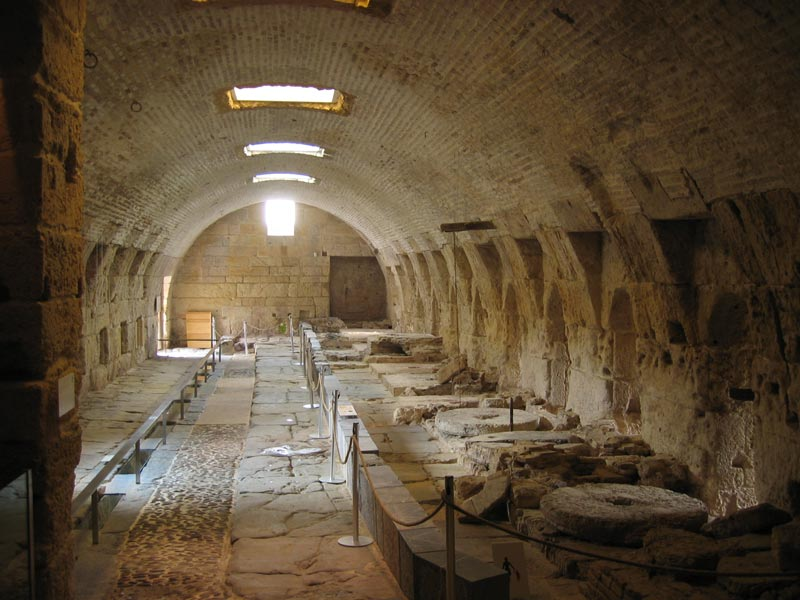
Інтер'єр млина Мартоса в Кордові, Іспанія

- У сукновальнях (з 1223, Німеччина).
- Для виготовлення паперу (з 1238, Іспанія).
- Для кування заліза водяним молотом у водяних кузнях (з 1197, Швеція).
- Для розпилу деревини на водяних лісопильнях (гідравлічна пилка — не пізніше 1240).
- Для обробки конопель.
- Для дублення шкіри.
- Для заточування інструментів.
- У пивоварній справі.
- На гідроелектростанції до поширення турбін водяне колесо обертало генератор електричного струму.

## Прислів'я, мовні звороти
- Лити воду на чийсь млин (на чиєсь колесо) — діяти на чию-небудь користь
- На всі заставки (на всі опусти й заставки) — щосили, щодуху, дуже
- Не спиниш, мов воду з лотоків (із записів М. Номиса)

## Інше
- Зображення водяного млина присутнє на гербі села Страшин Поморського воєводства в Польщі.
- Схожими за принципом дії на водяні є припливні млини, які використовують потенціальну енергію води, збереженої в ставку під час припливу.
- У деяких мовах «млинами» (фр. moulin, англ. mill, нім. Mühle) традиційно називають деякі підприємства, що колись використовували водяний привод — папірні, гамарні, лісопильні.

## Галерея

Водяні млини світу
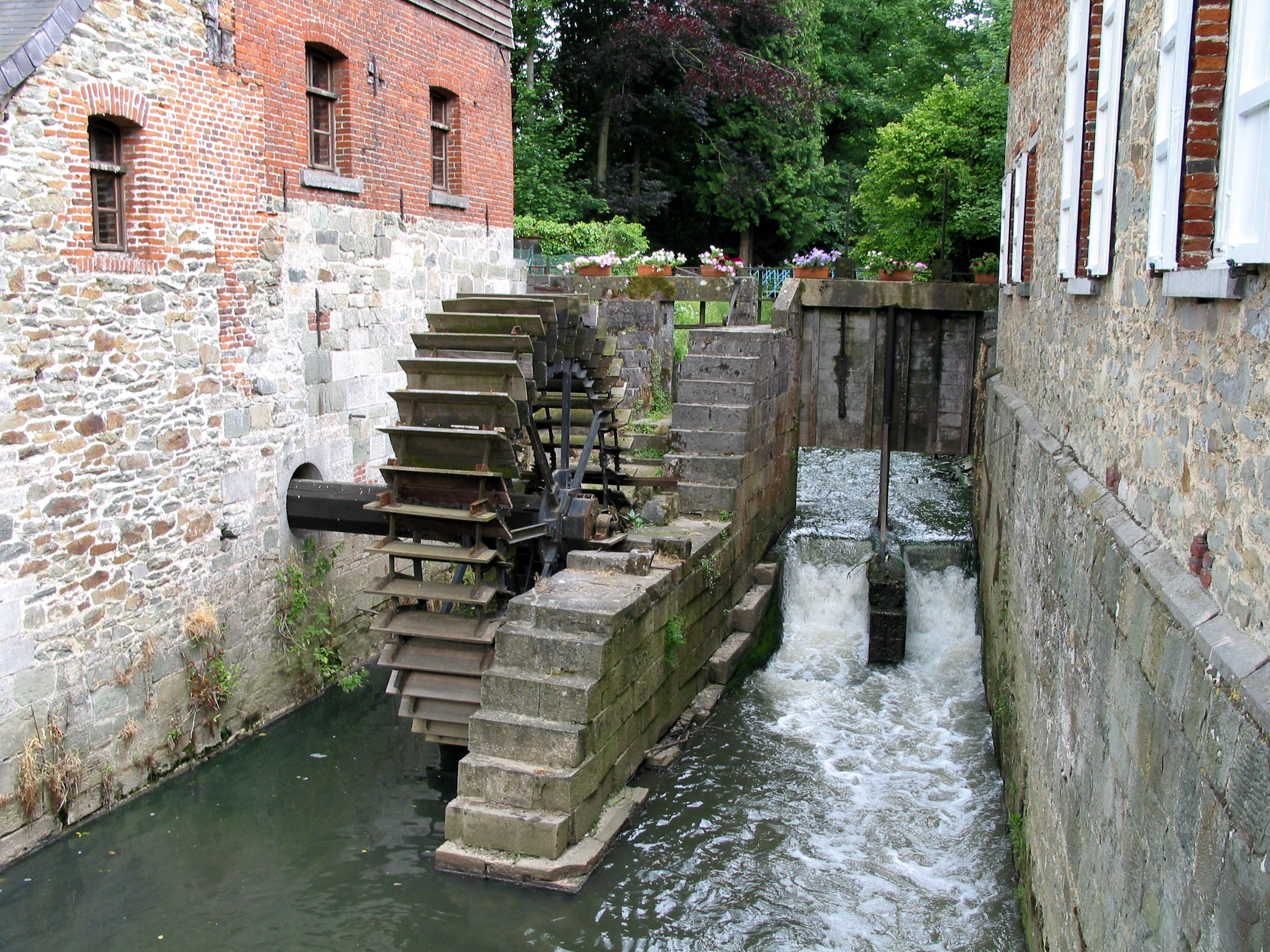
Водяний млин. Бельгія.
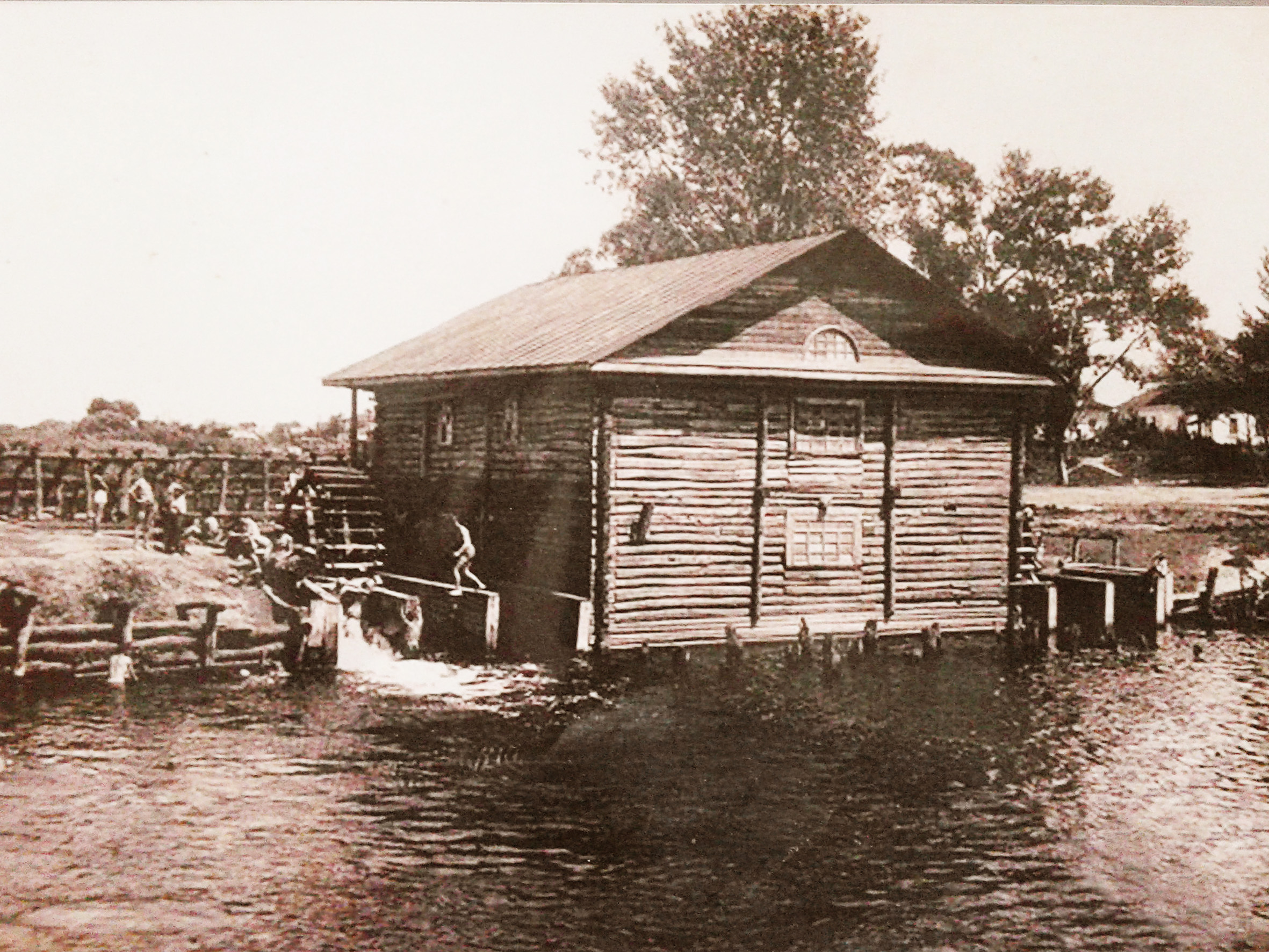
Водяний млин. Старобільськ
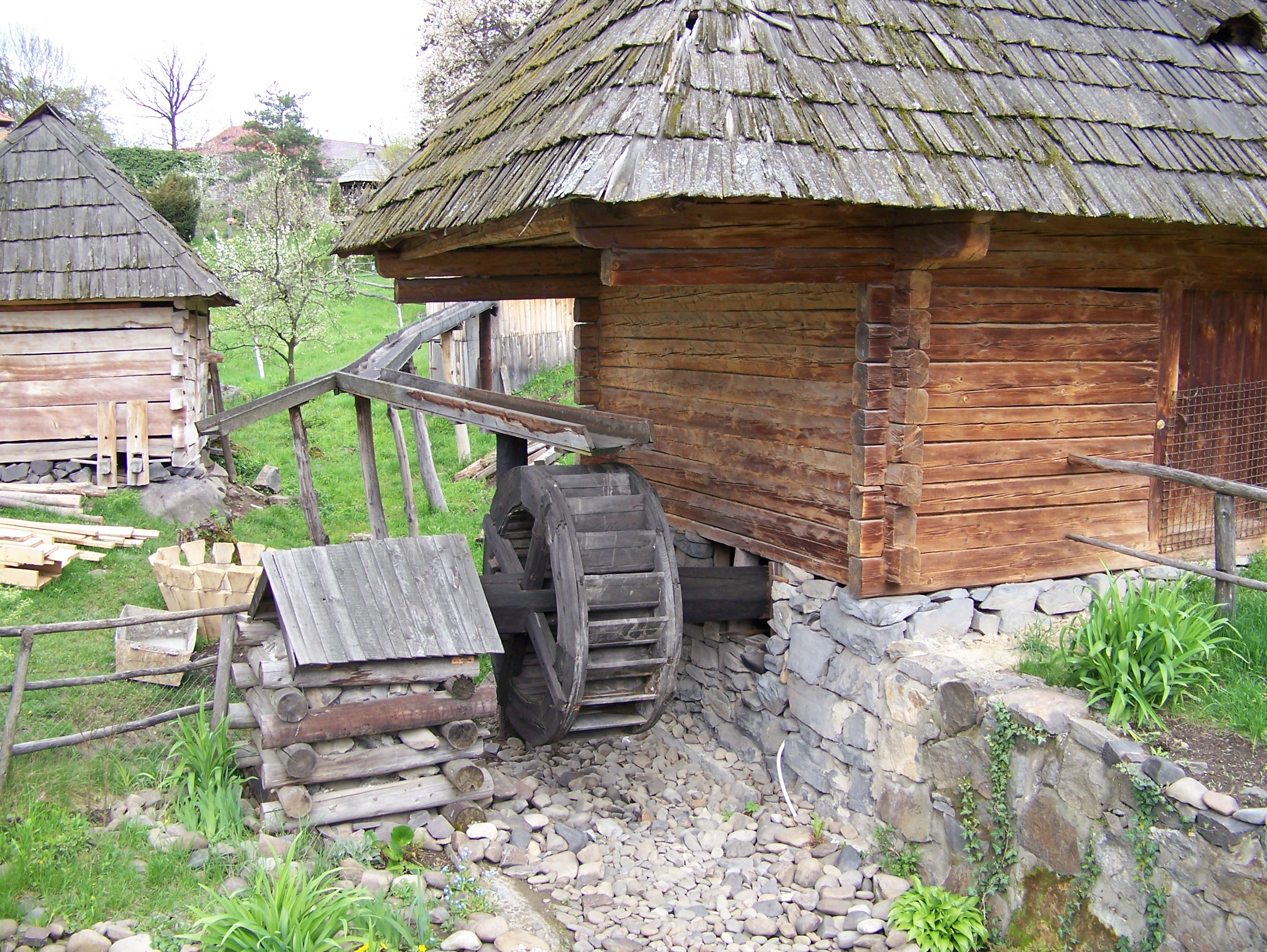
Водяний млин в Закарпатському музеї народної архітектури та побуту (Ужгород)
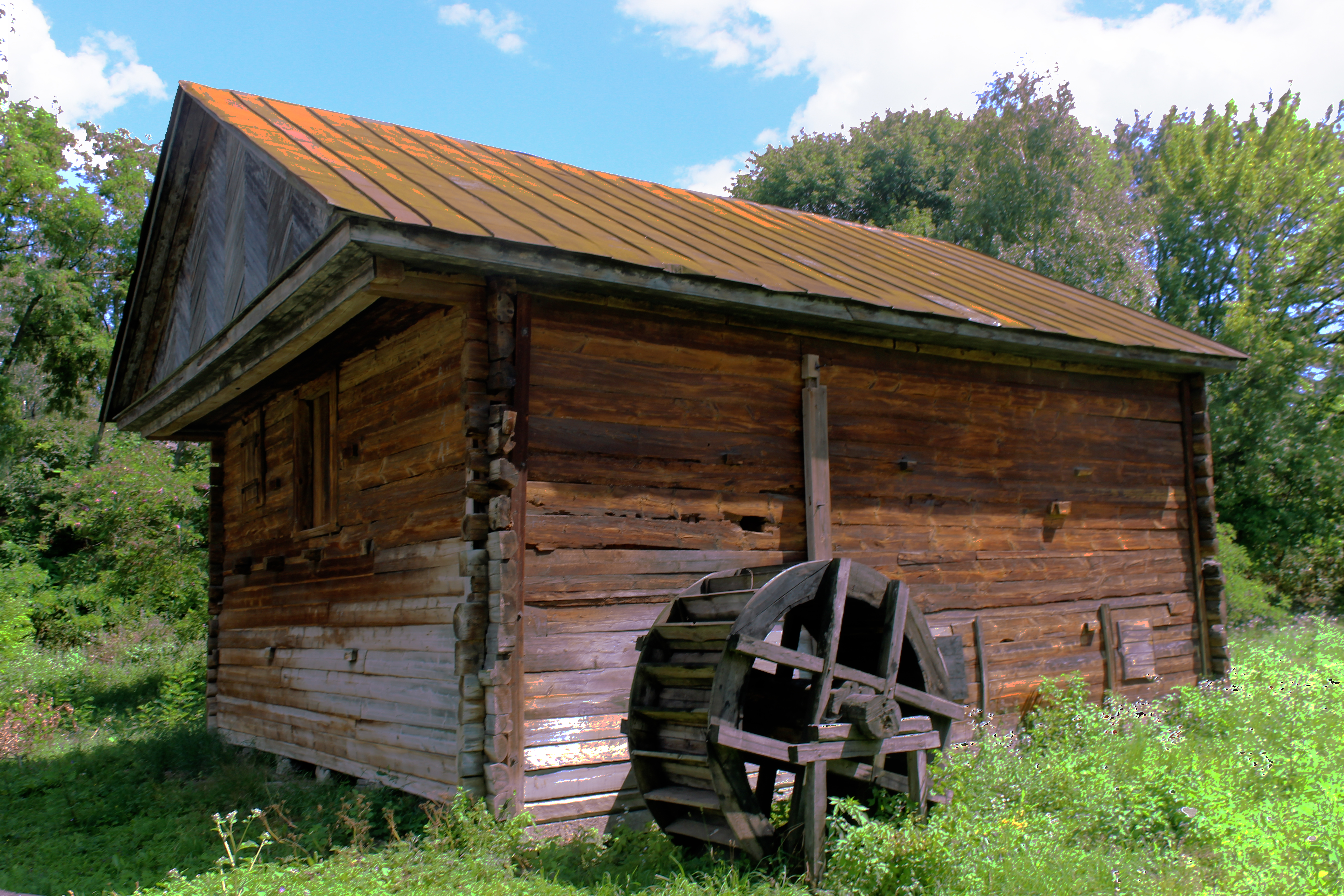
Водяний млин з с. Гамаліївка. Музей народної архітектури та побуту Середньої Наддніпрянщини
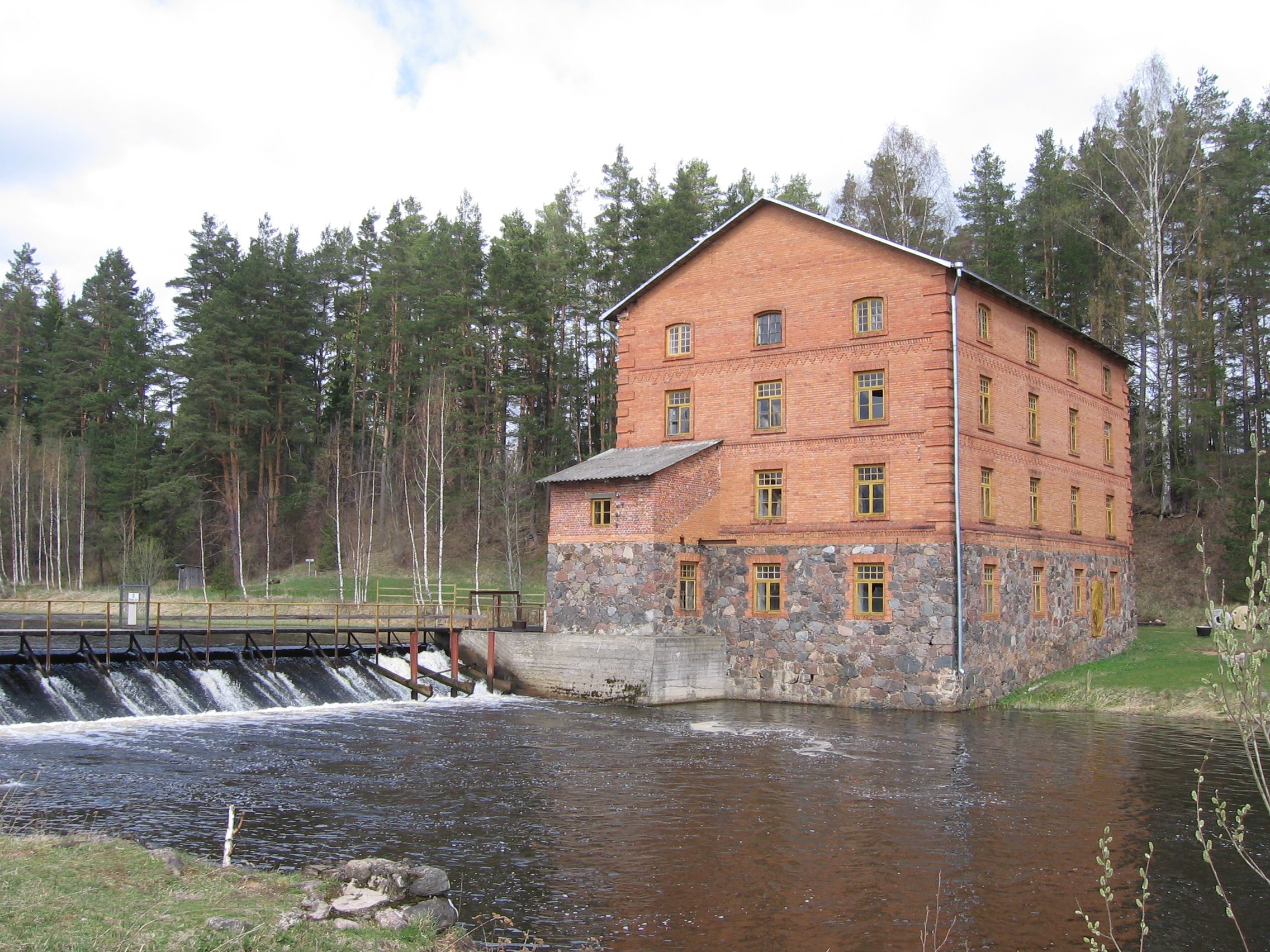
Водяний млин у Кіїд'ярве (Естонія)
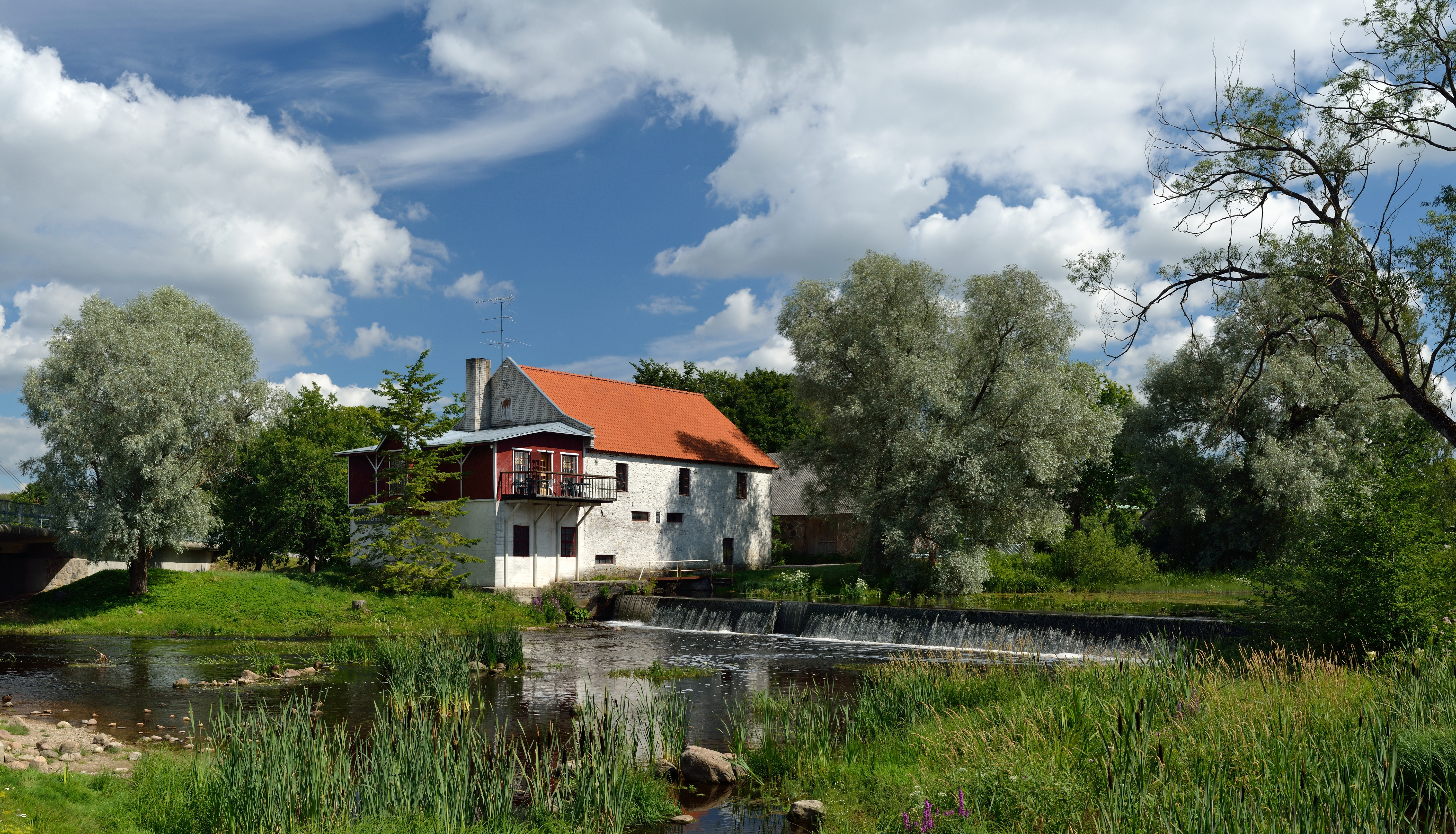
Млин на річці Кейла в Естонії, побудований 1875 року. Зараз використовується як таверна.
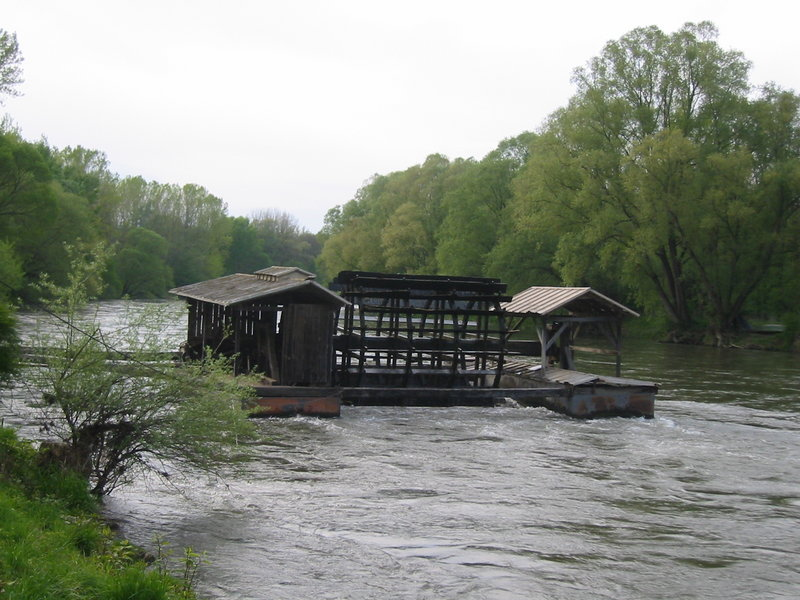
Наплавний млин на річці Мура, Словенія.
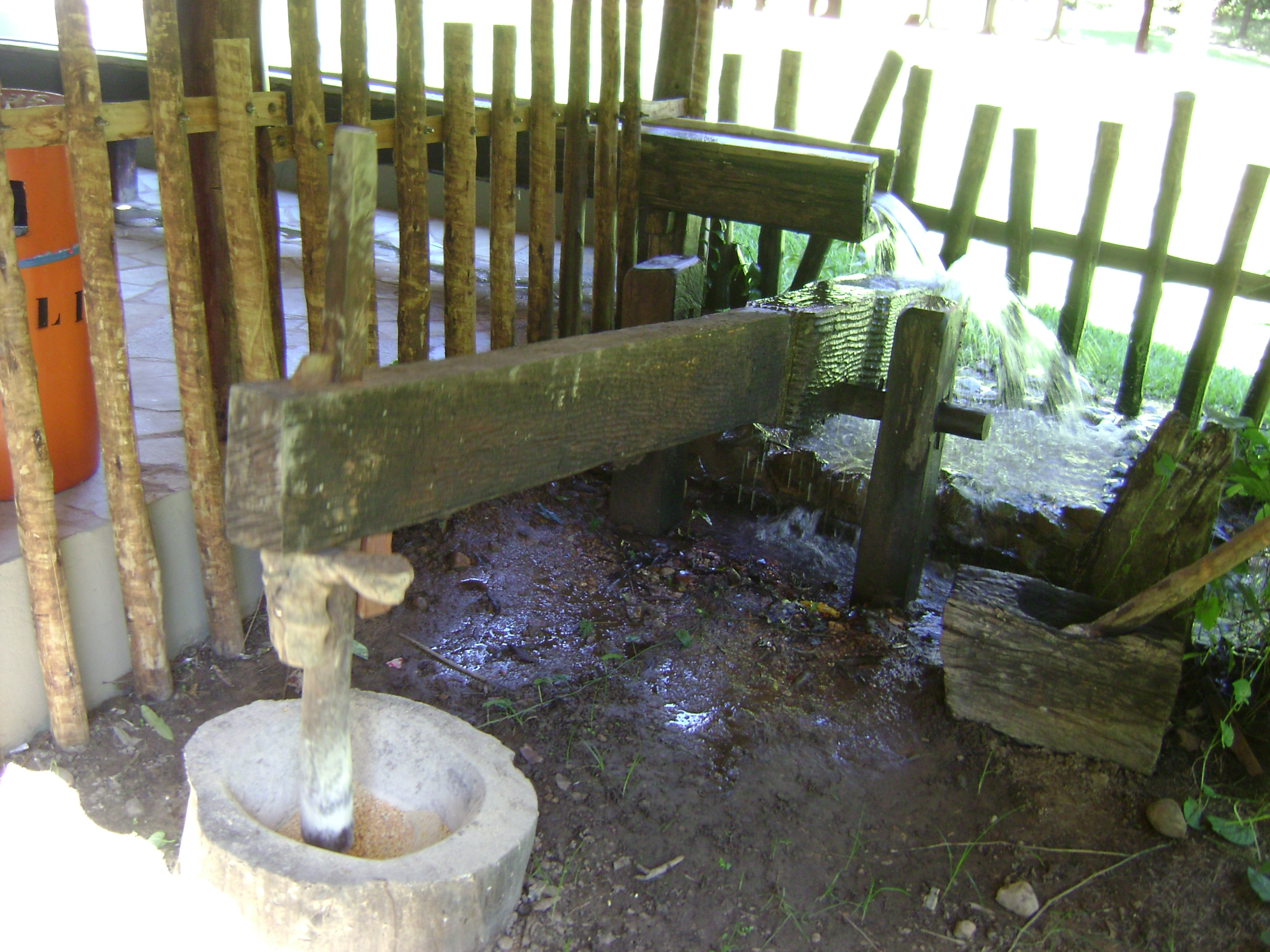
Архаїчний млин з товкачем замість жорна (монжоло), Калдас-Новас, Бразилія.

Механізми млина
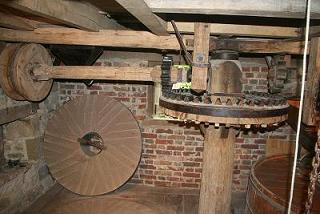
Система приводів водяного млина. Позаду — приставлене до стіни жорно
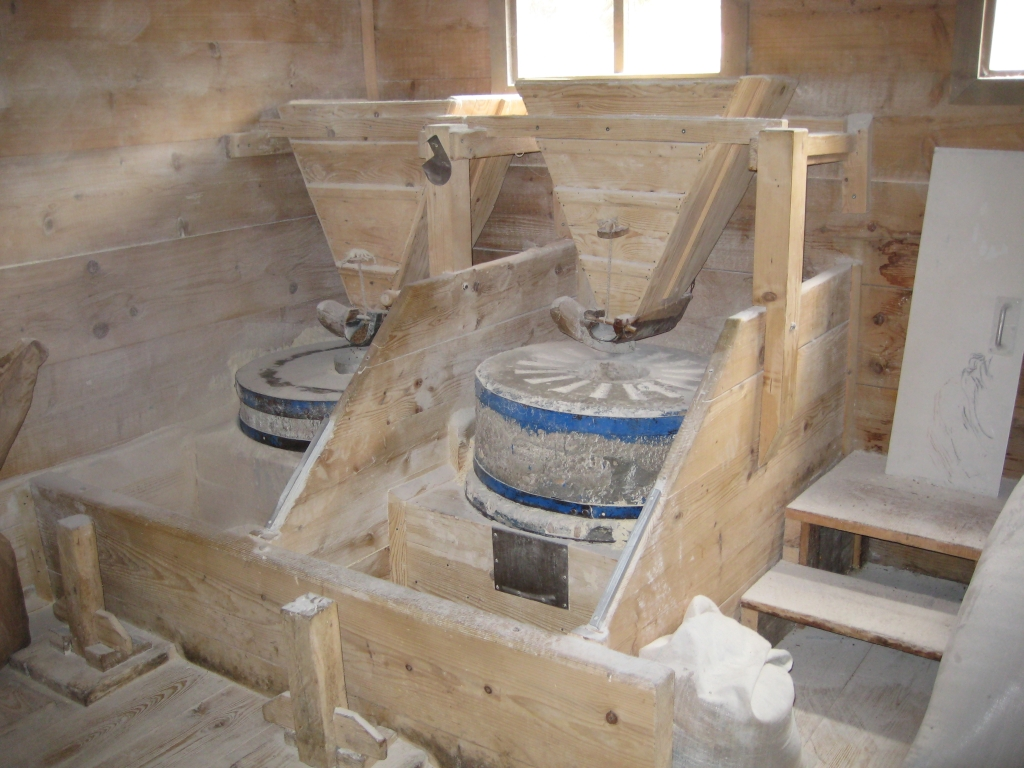
Млин з двома посадами на річці Гацка, Хорватія.
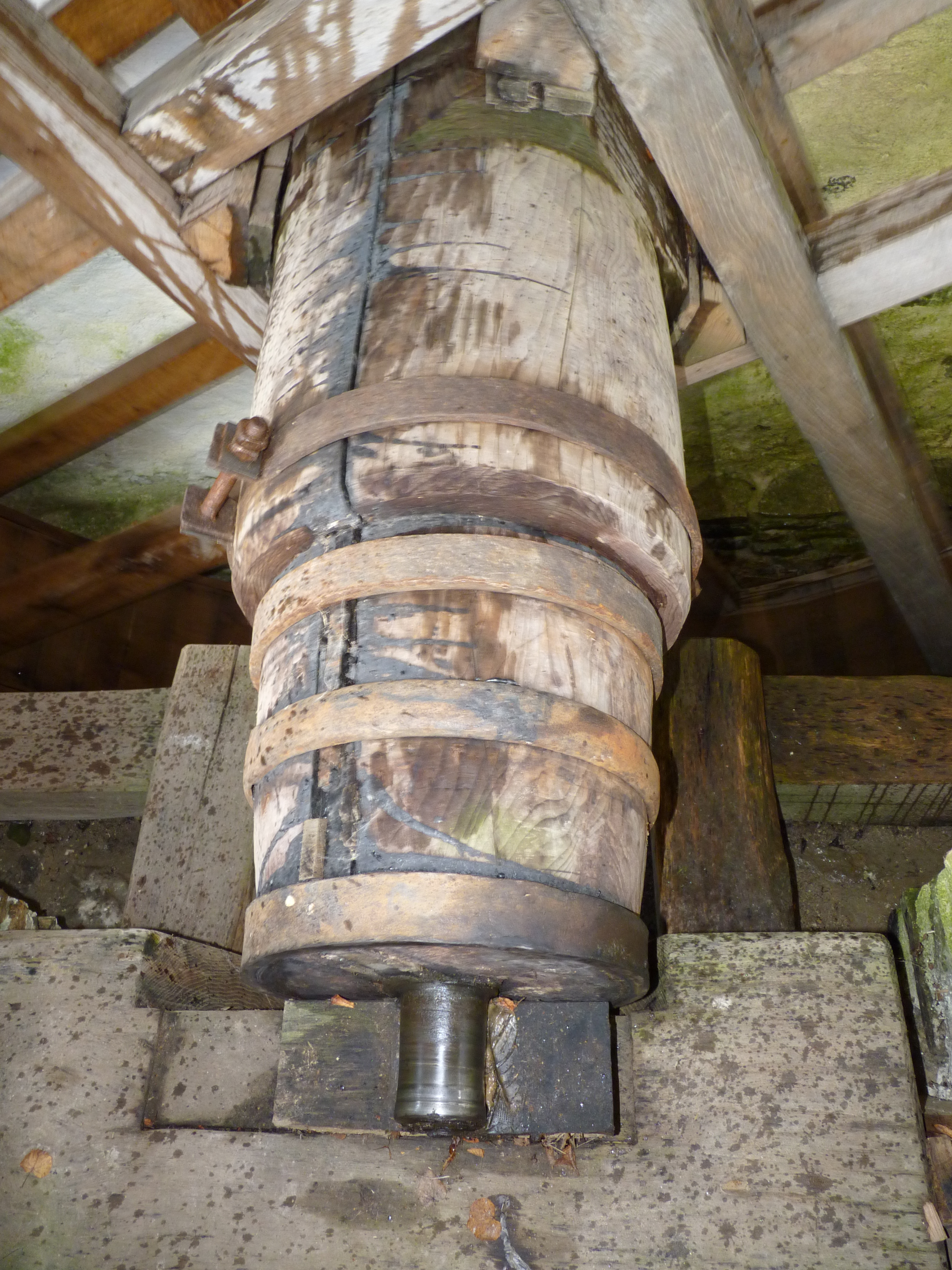
Цапфа вала водяного колеса у валниці.
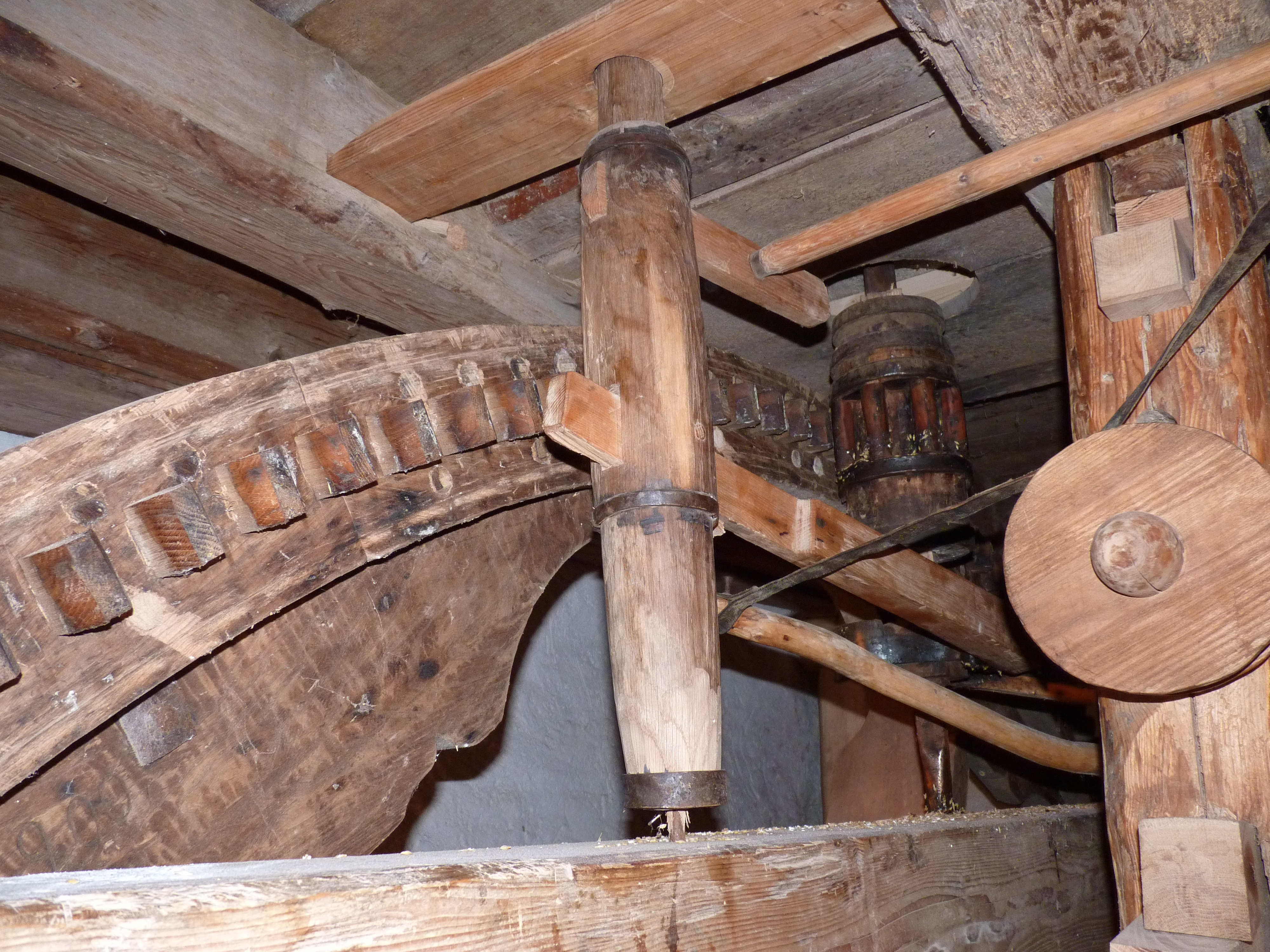
Штаґа з веретеном, цівковою передачею і валом питля
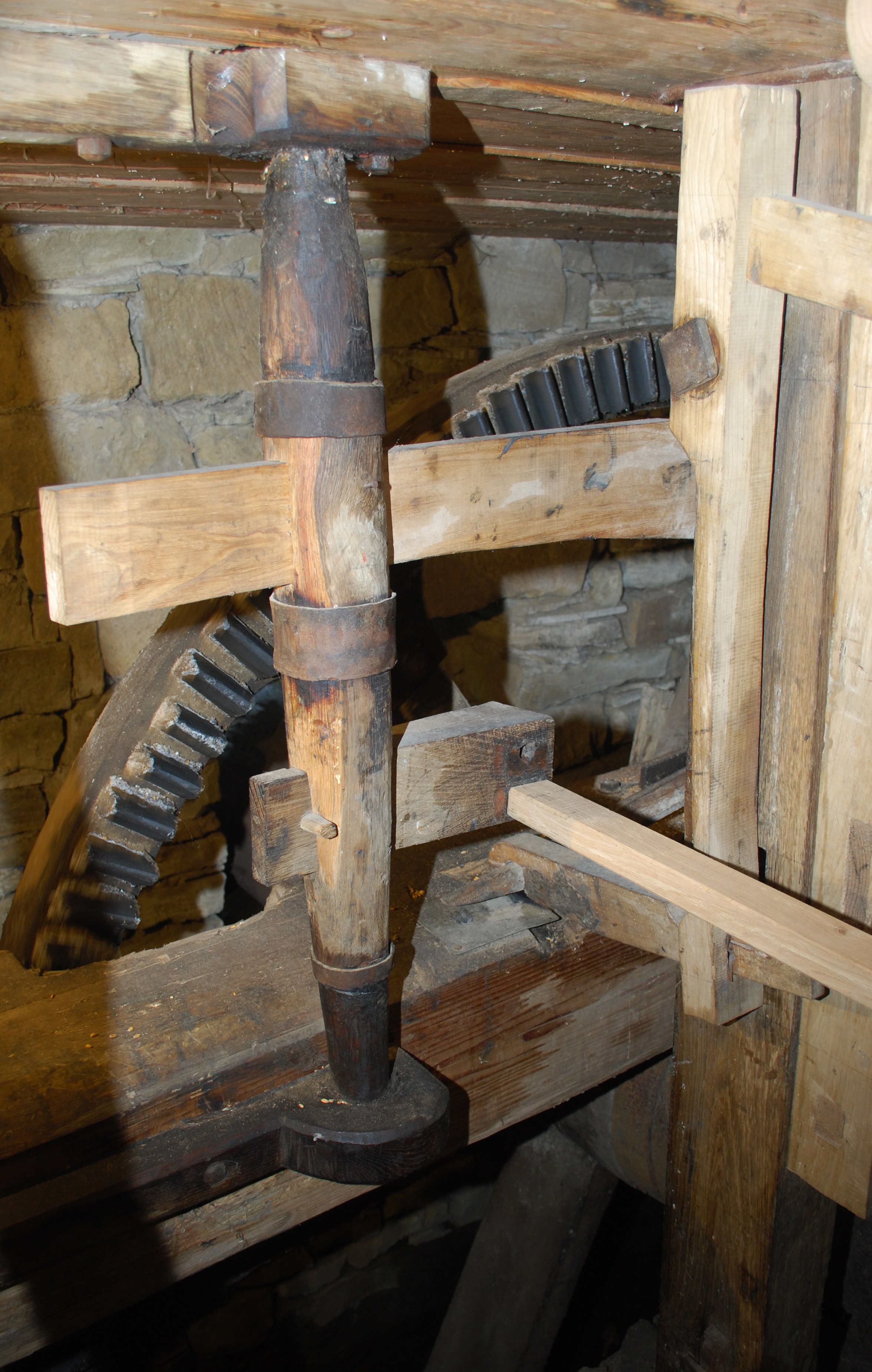
Вал питля з кінцем вилки.
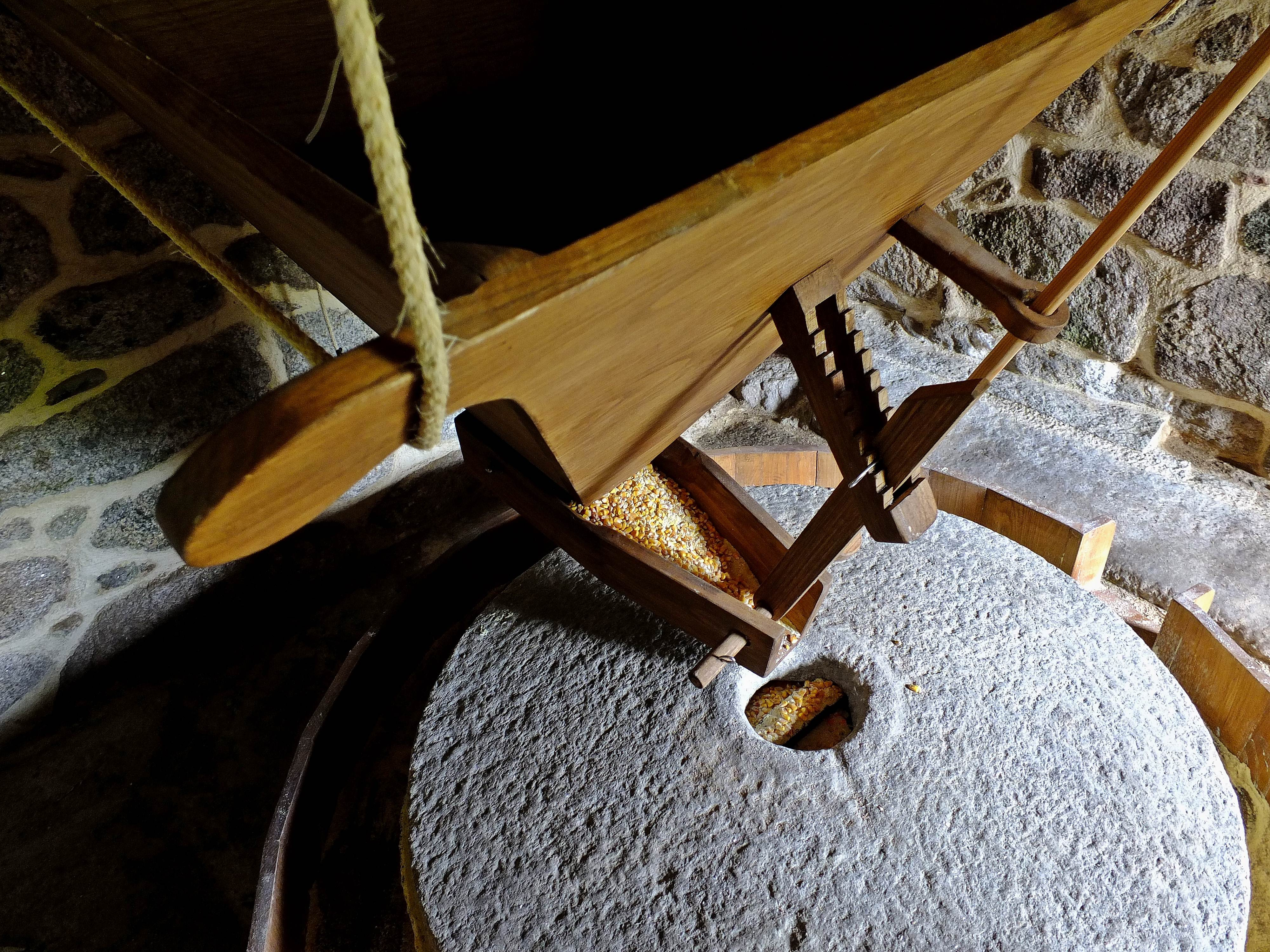
Коритце над прогорницею
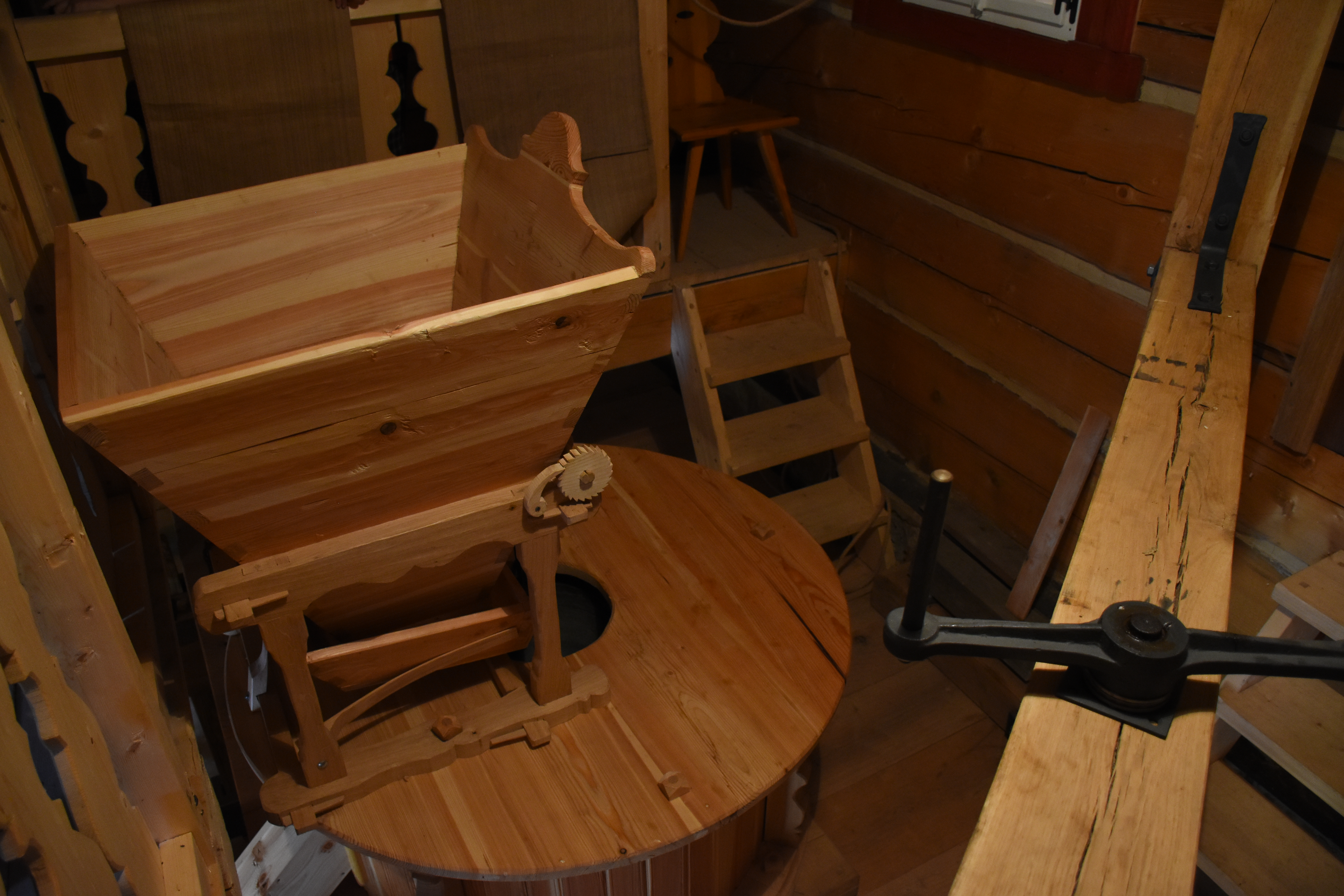
Коритце з дерев'яною пружиною — елементом механізму, що забезпечує мірне надходження зерна з коша в прогорницю
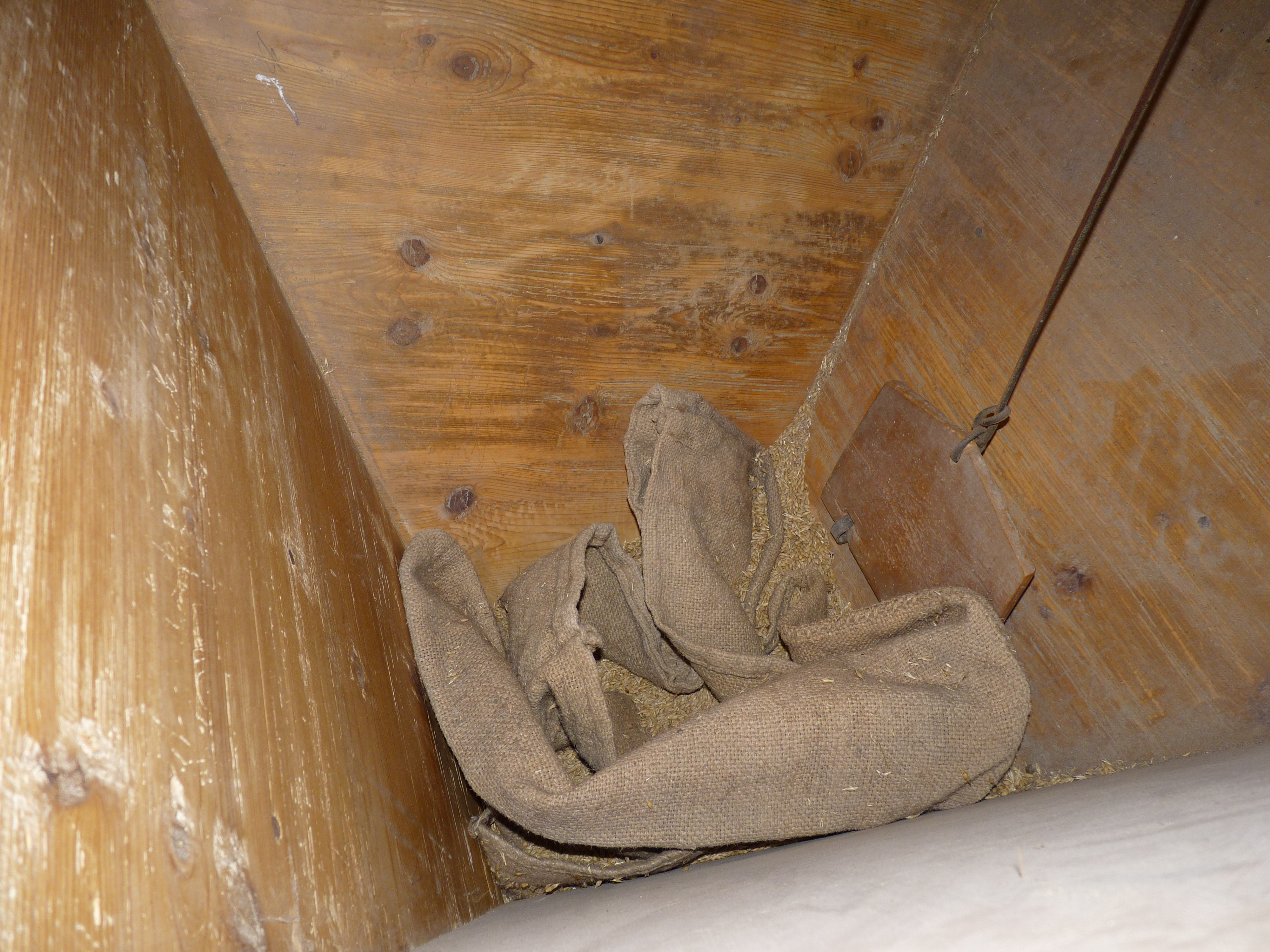
Усередині коша.
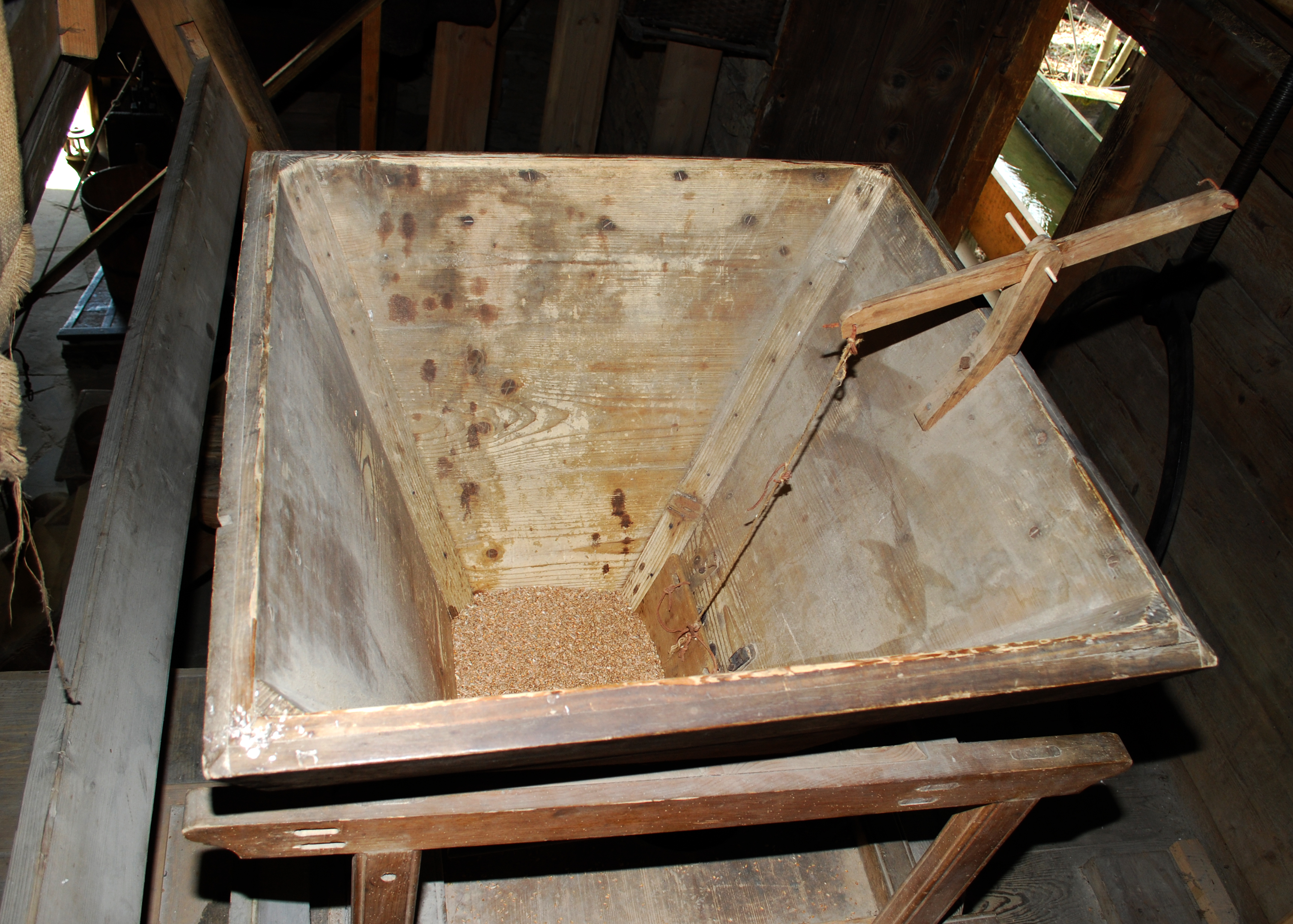
Кіш із засувкою
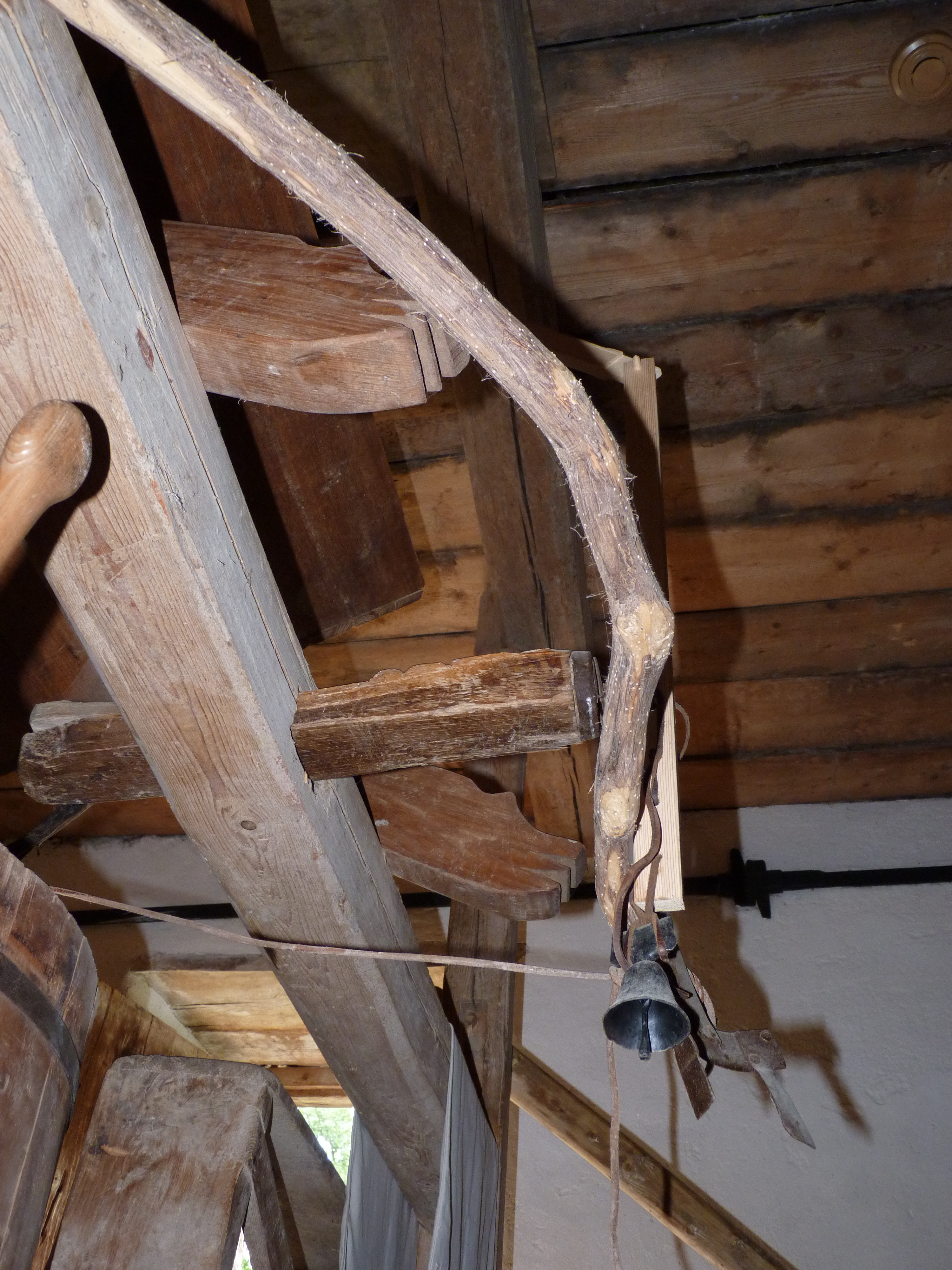
Дзвоник над кошем. Млин у Гословіце[cs], Чехія
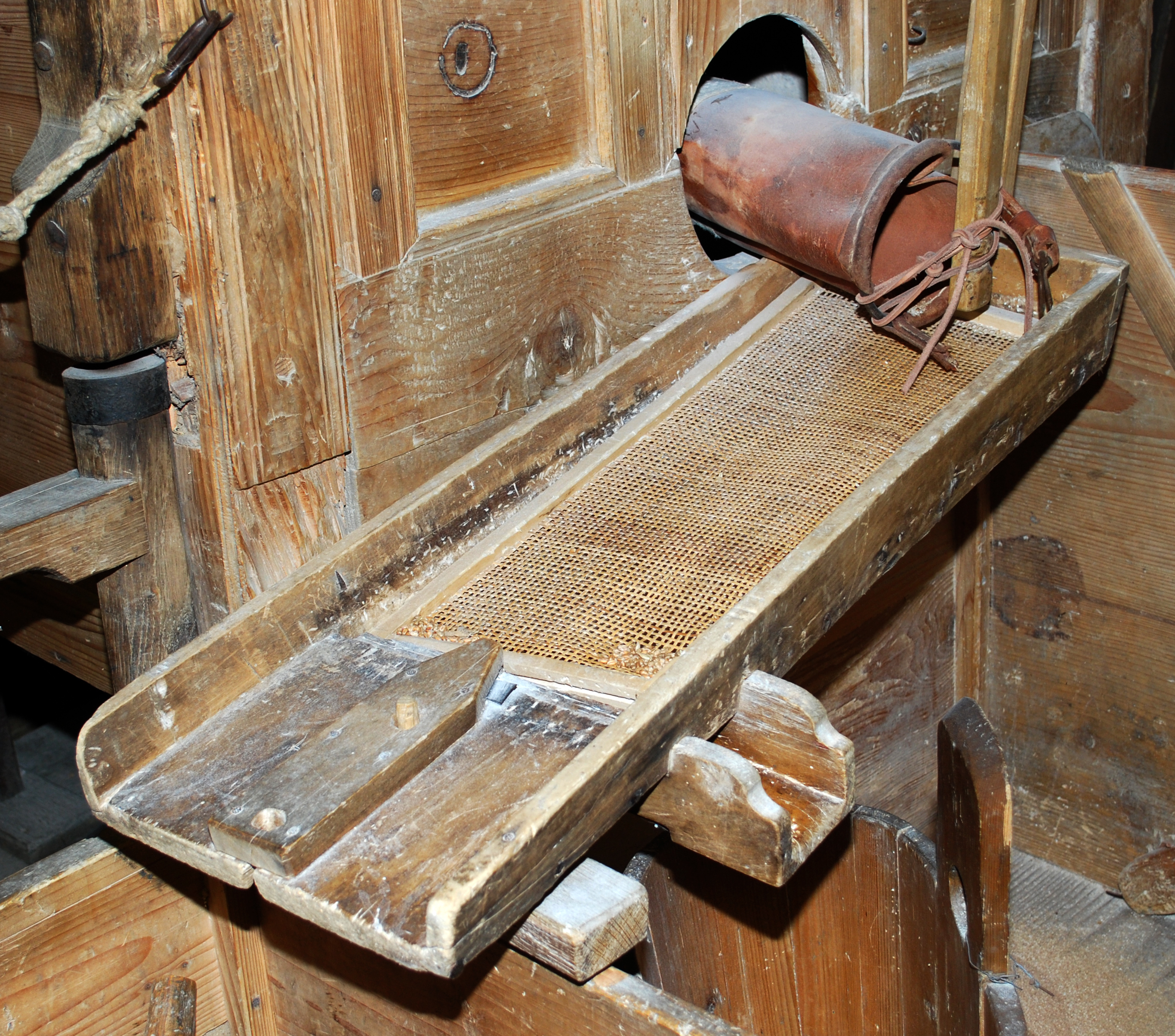
Сито під вихідним кінцем питля
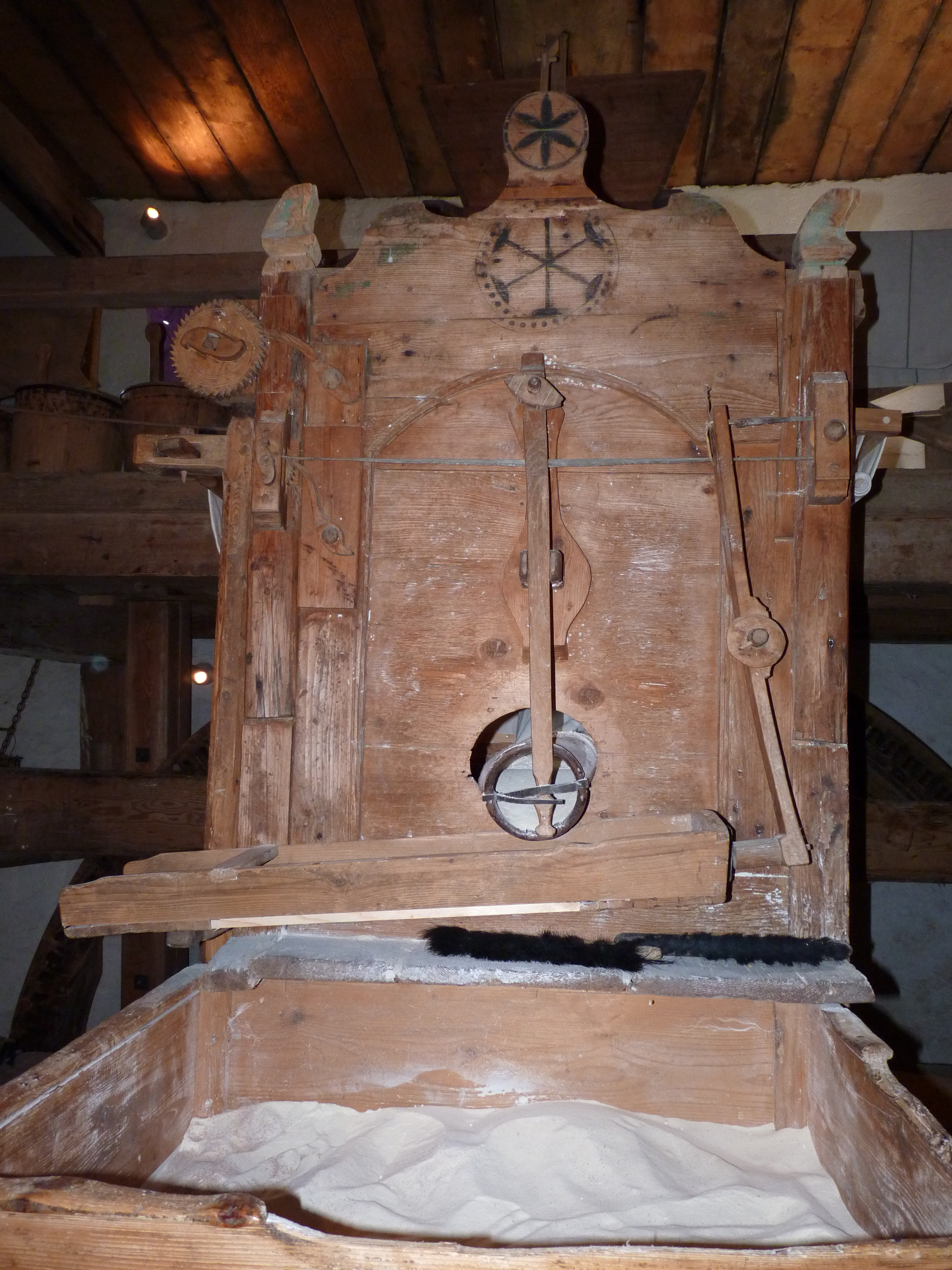
Мучник з ситом і вихідним кінцем питля. Млин у Гословіце.
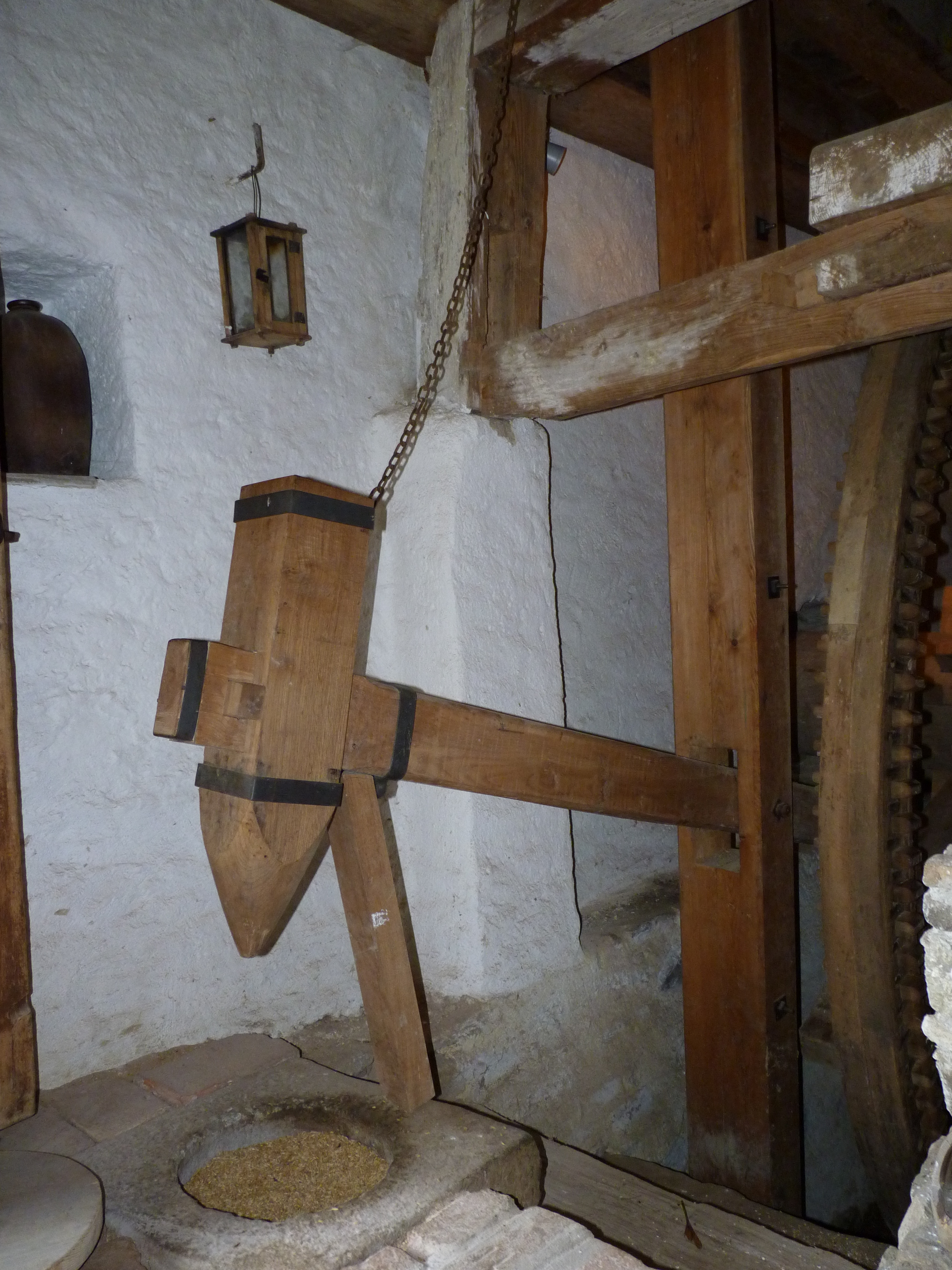
Товкач-клюпа з приводом від вала колеса. Млин у Гословіце.
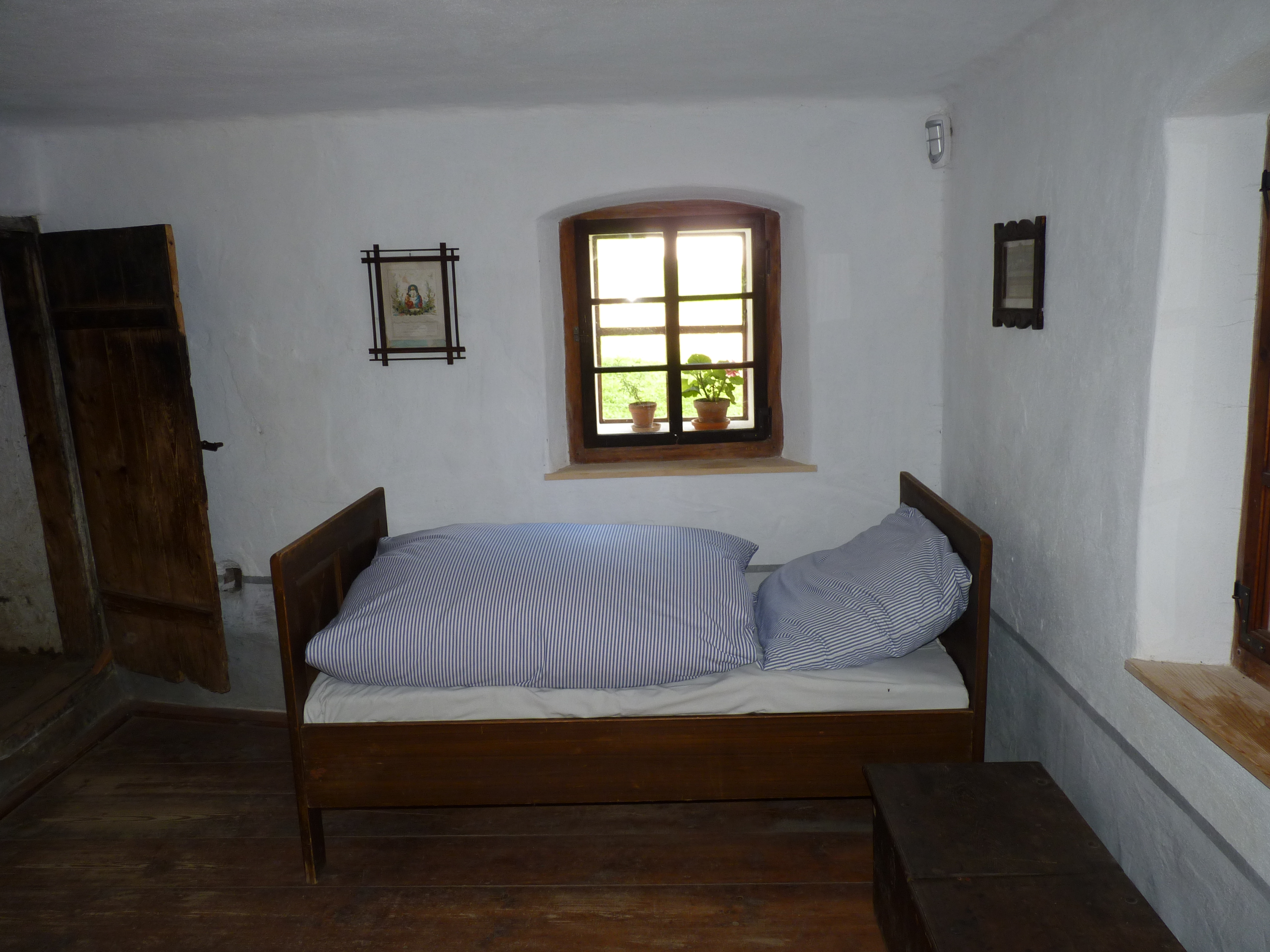
Житлова частина. Млин у Гословіце.
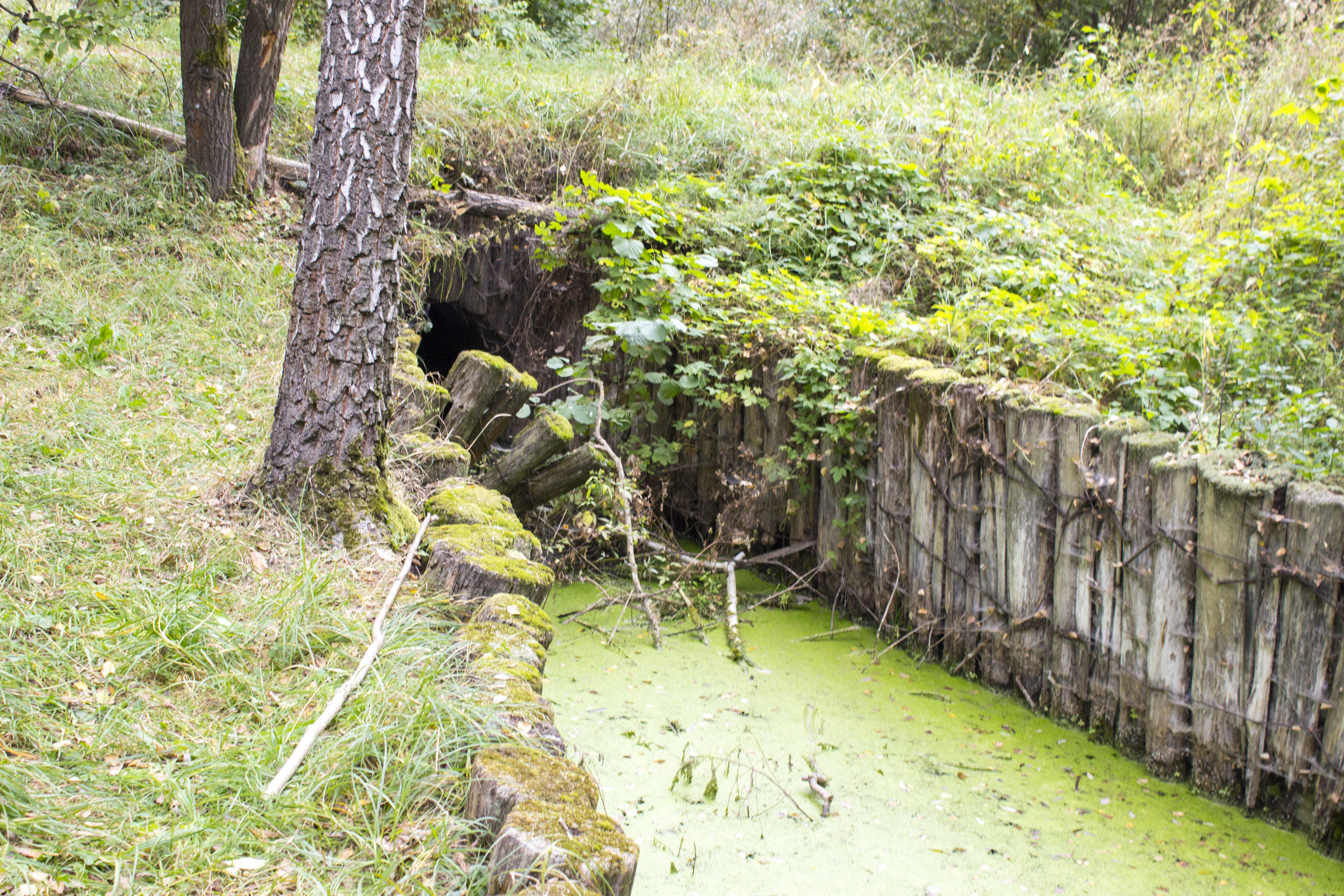
Канал-млинівка. Музей у Пирогові
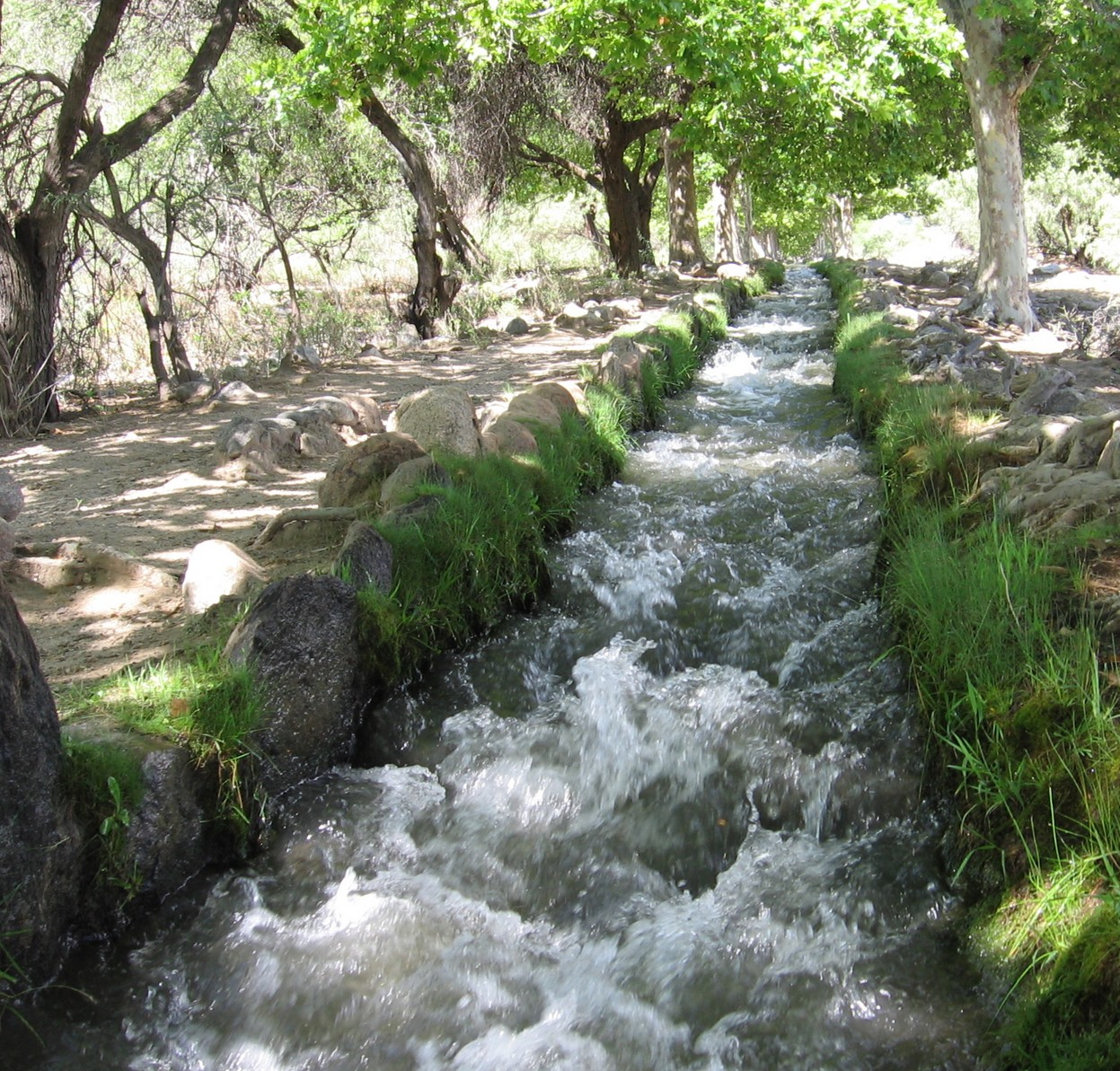
Млинівка
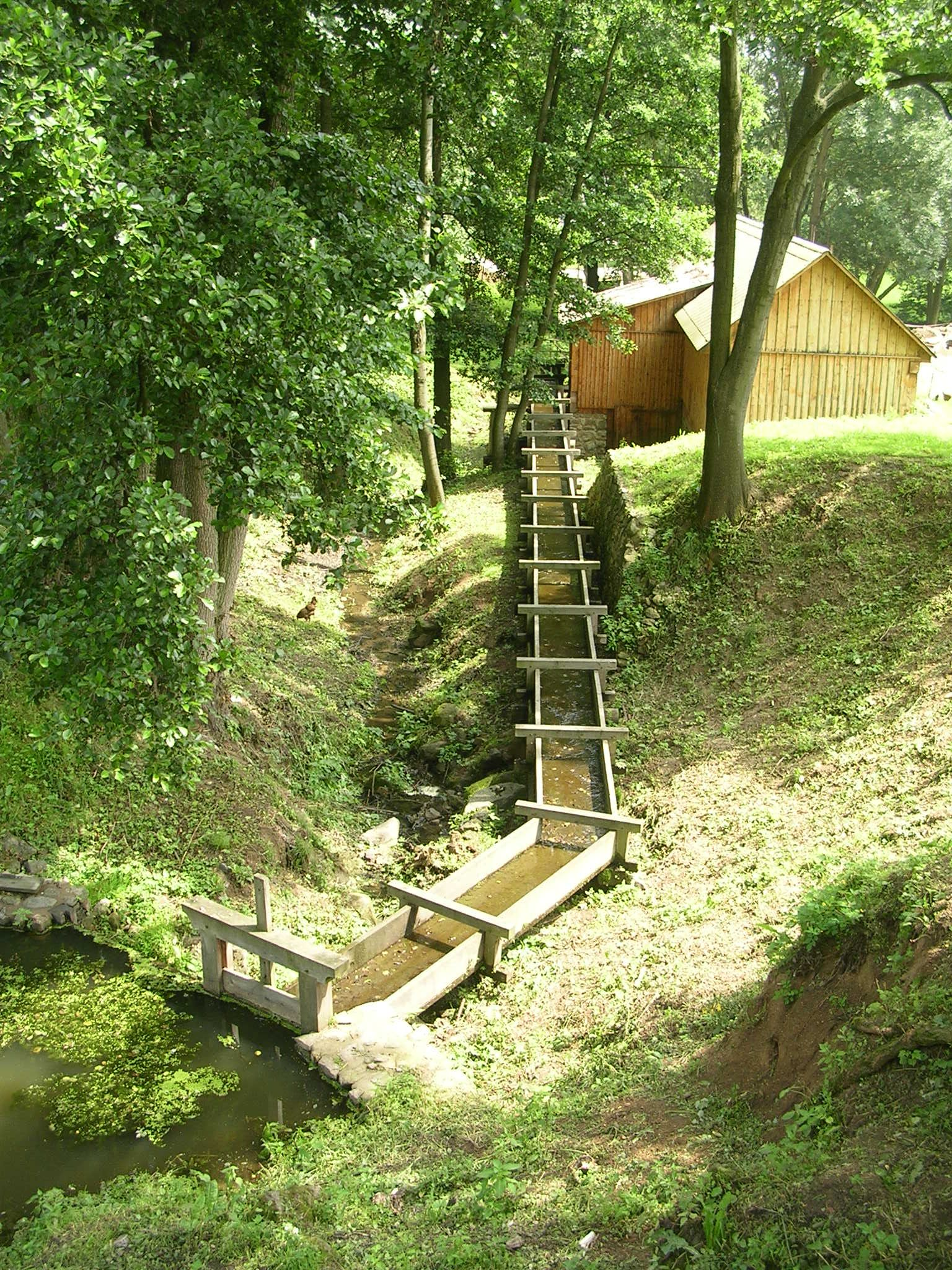
Лотоки водяного млина. На передньому плані видна заставка. Скансен у селі Високий Хлумець, Чехія
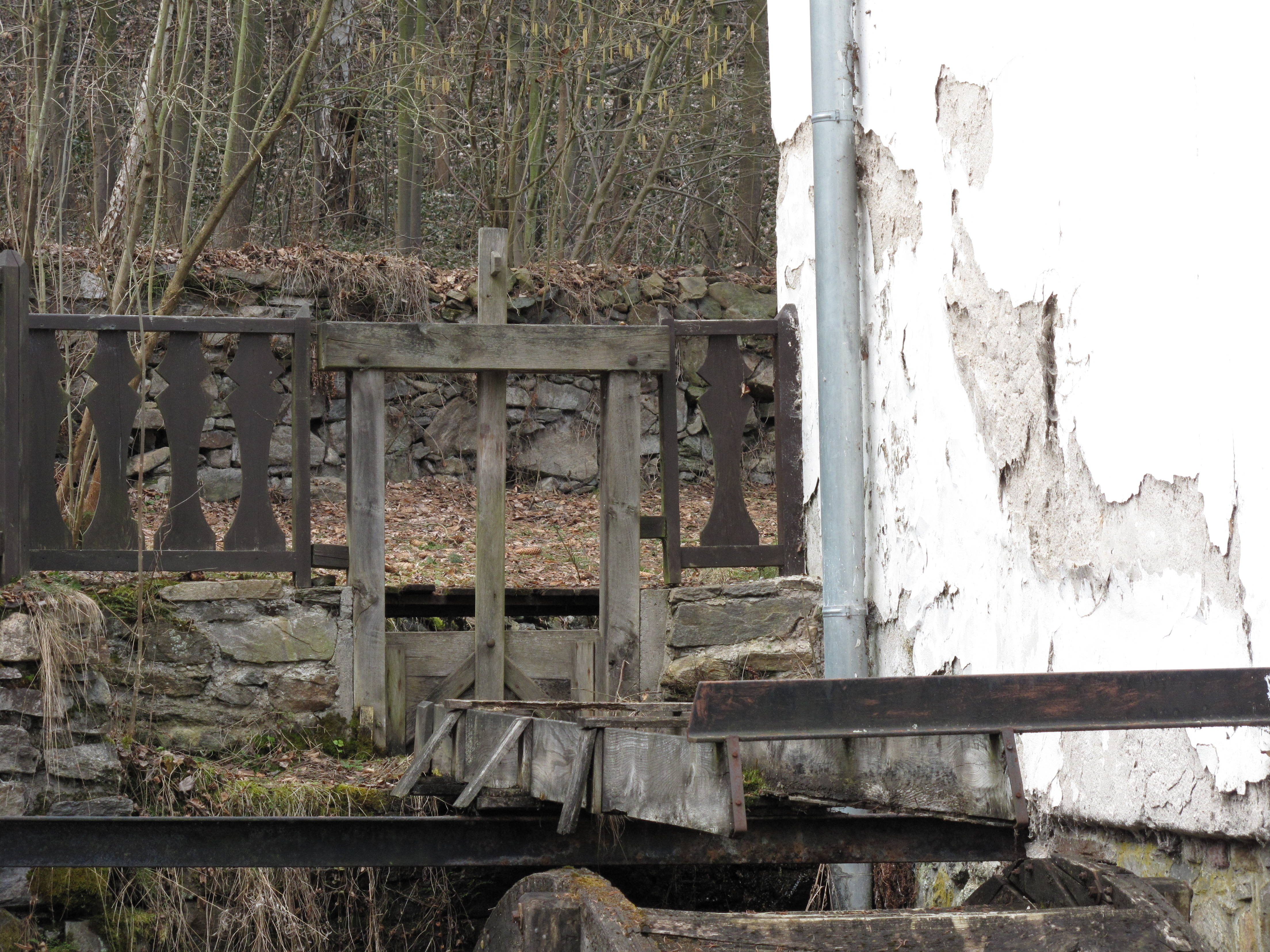
Заставка і рештки лотоків над колесом. Округ Кутна Гора, Чехія
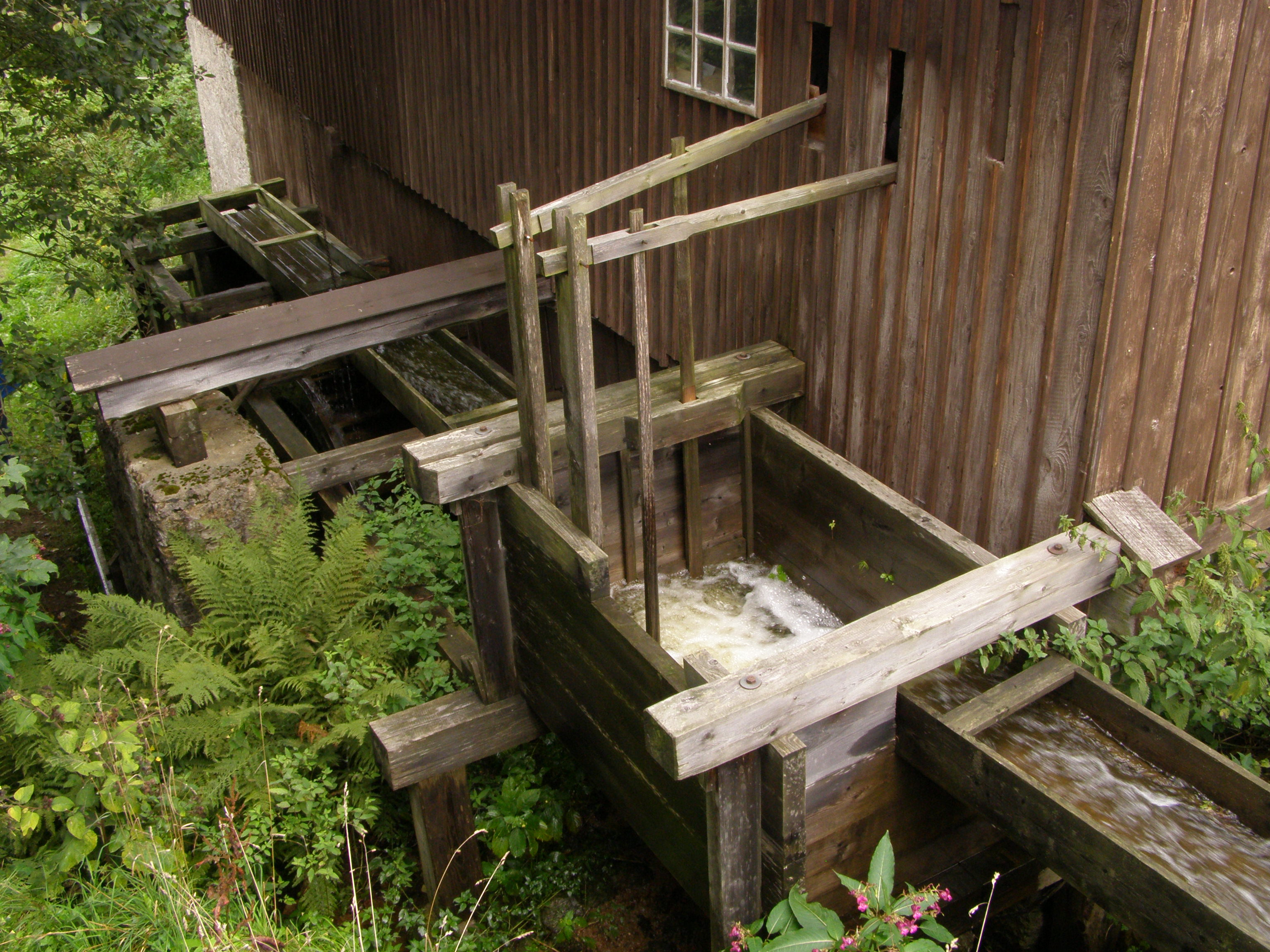
Лотоки і заставка з піднімними важелями. Чеський Рудолець
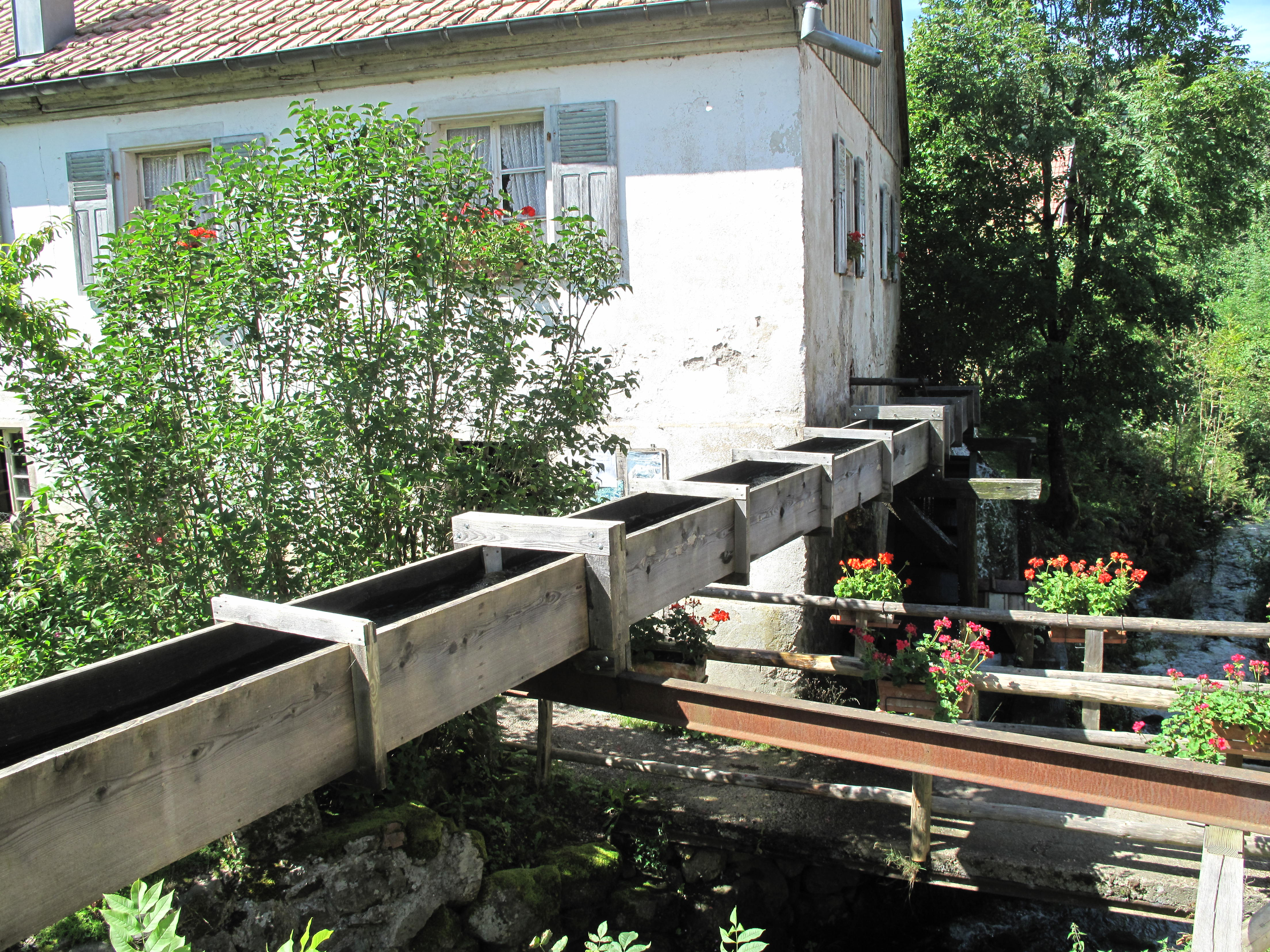
Лотоки на опорах. Шторкензон, департамент Верхній Рейн, Франція
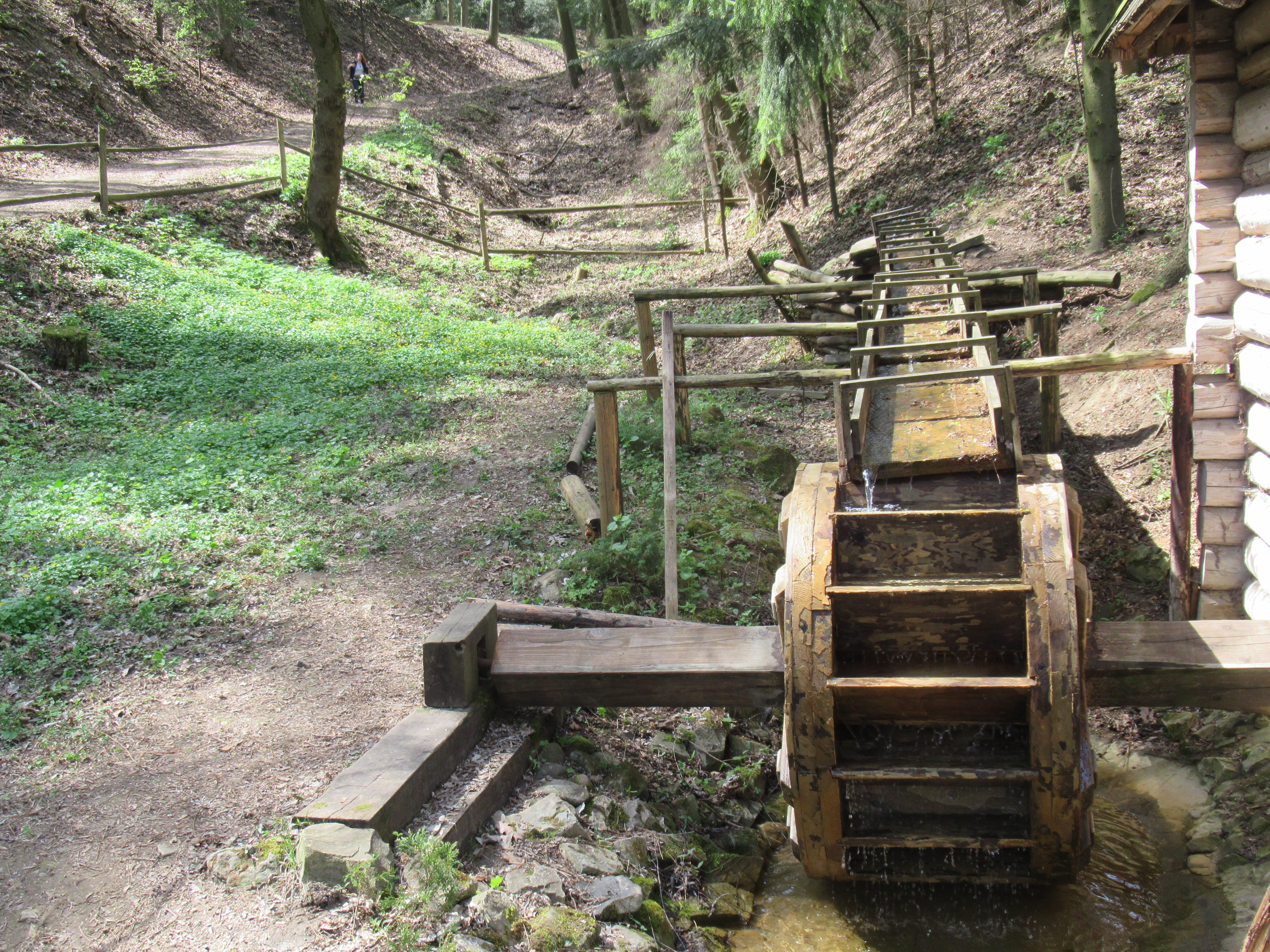
Лотоки і колесо. Скансен «Шевченківський гай», Львів
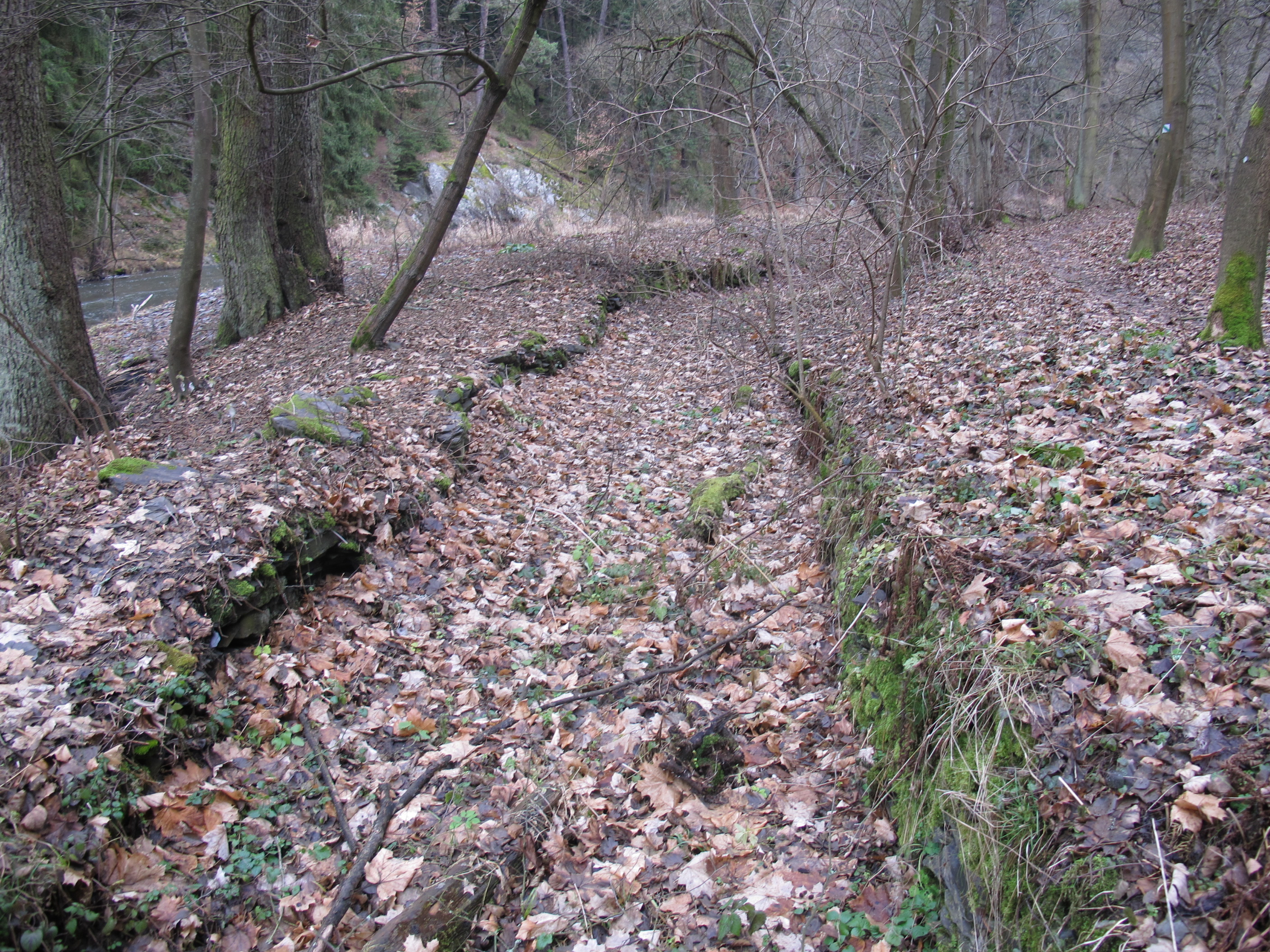
Місце колишньої млинівки
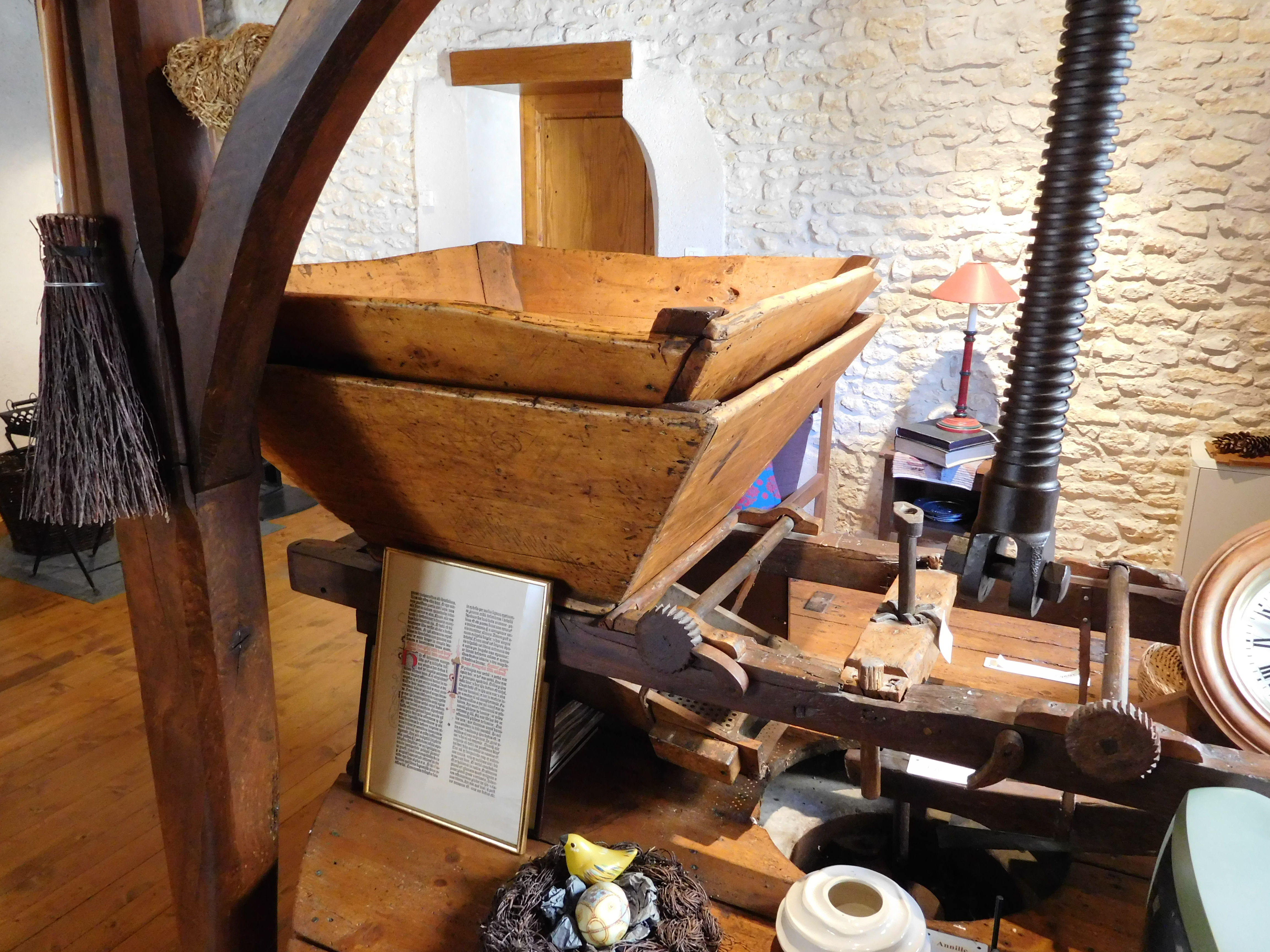
Посад з кошем і коритцем. В отворі верху обичайки видна прогорниця жорна. Департамент Ньєвр, Франція
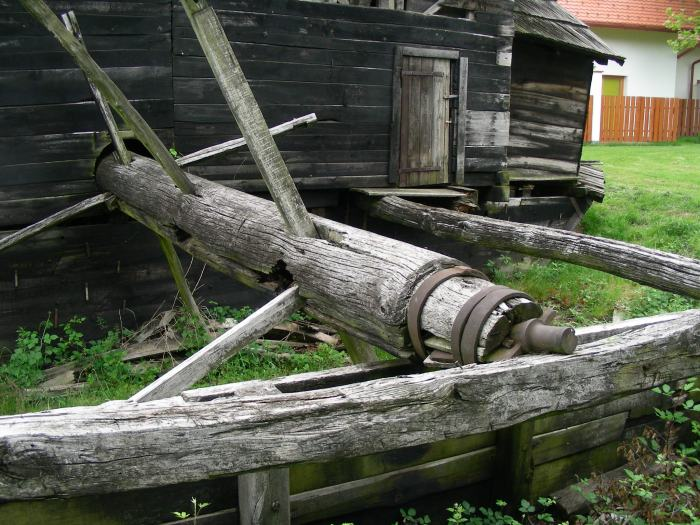
Рамена і вал зруйнованого млинового колеса
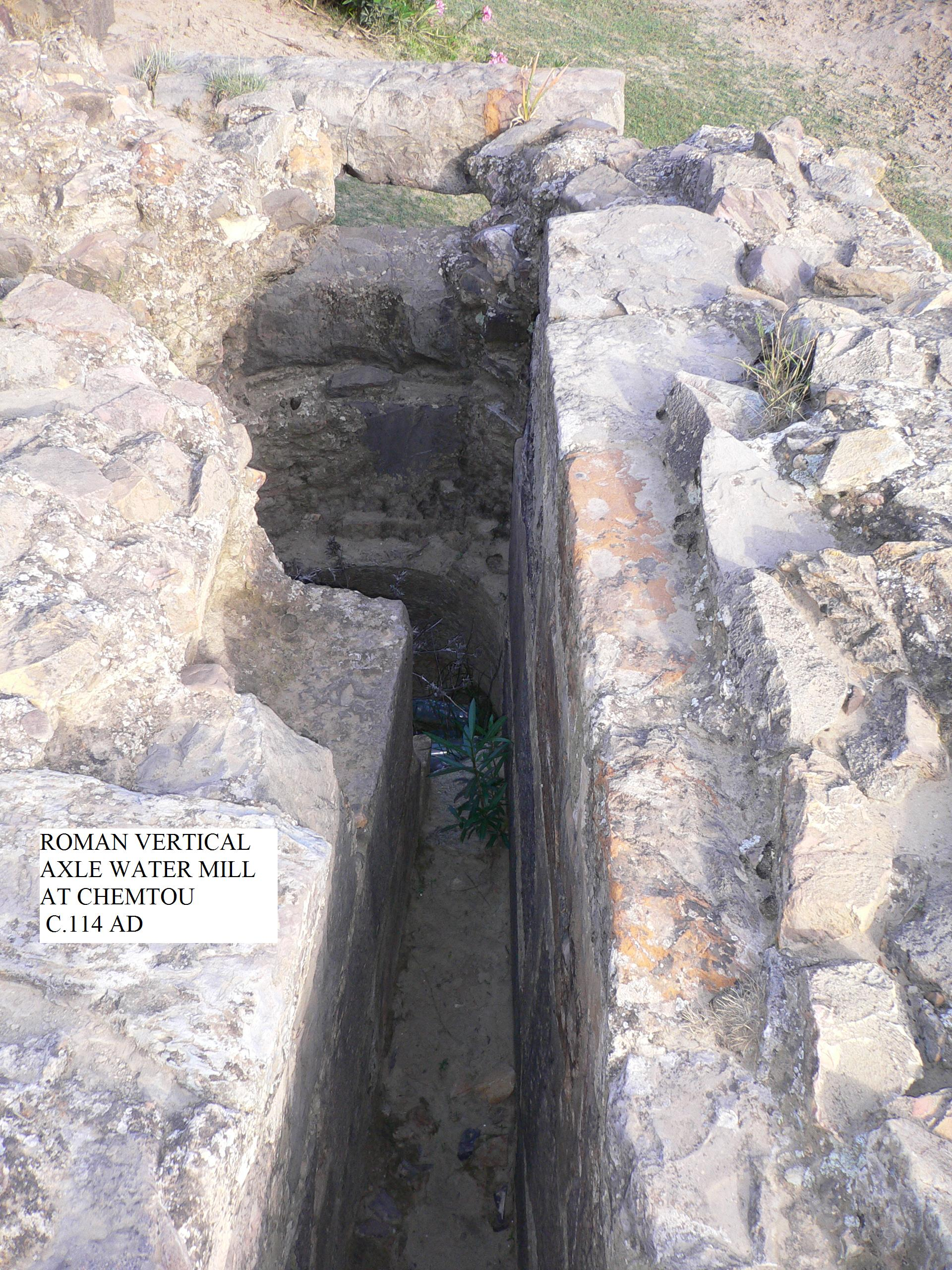
Кам'яні лотоки давньоримського млина в Хемту, Туніс.
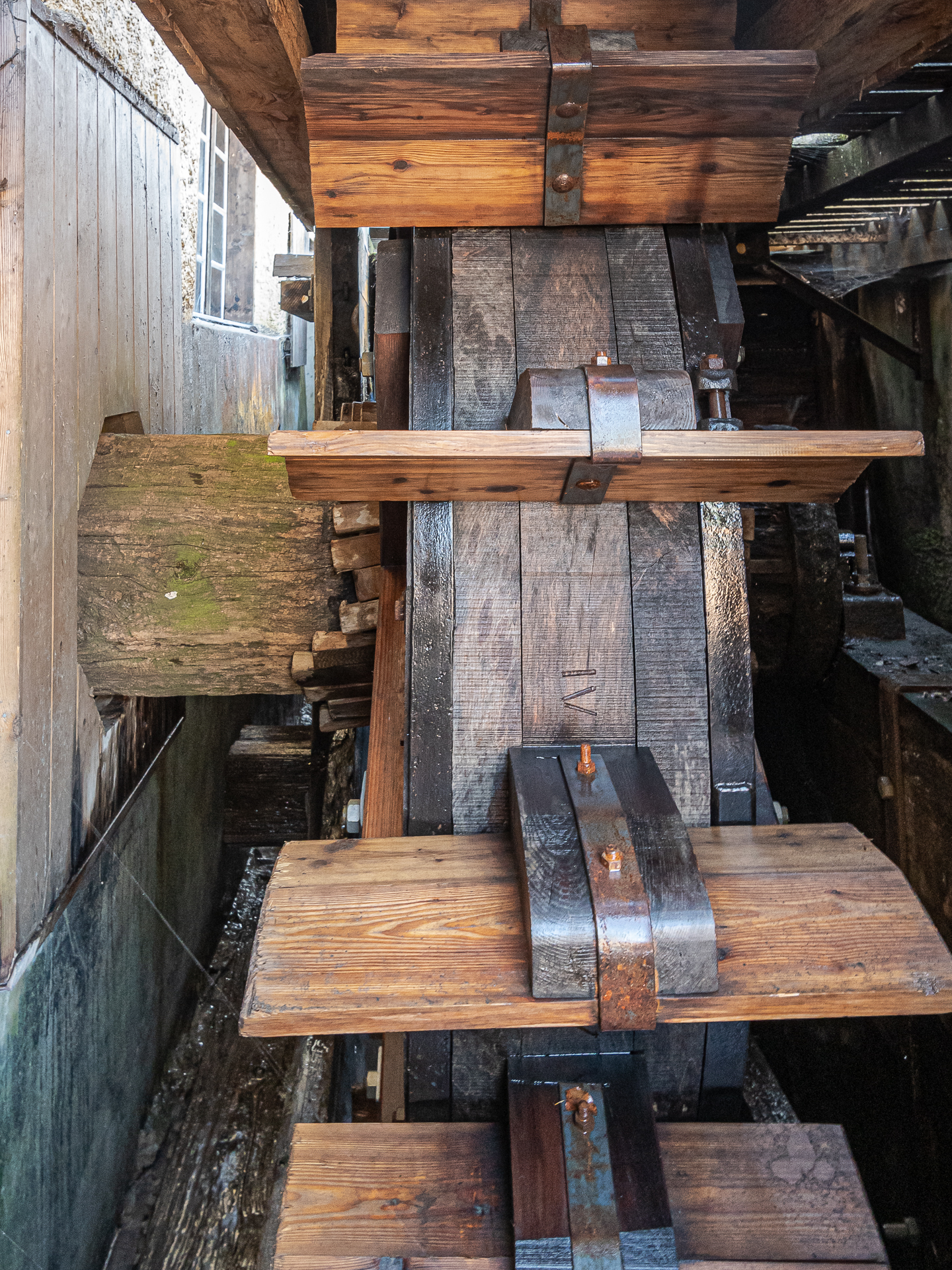
Однобортне колесо з лопатками і в'язками.
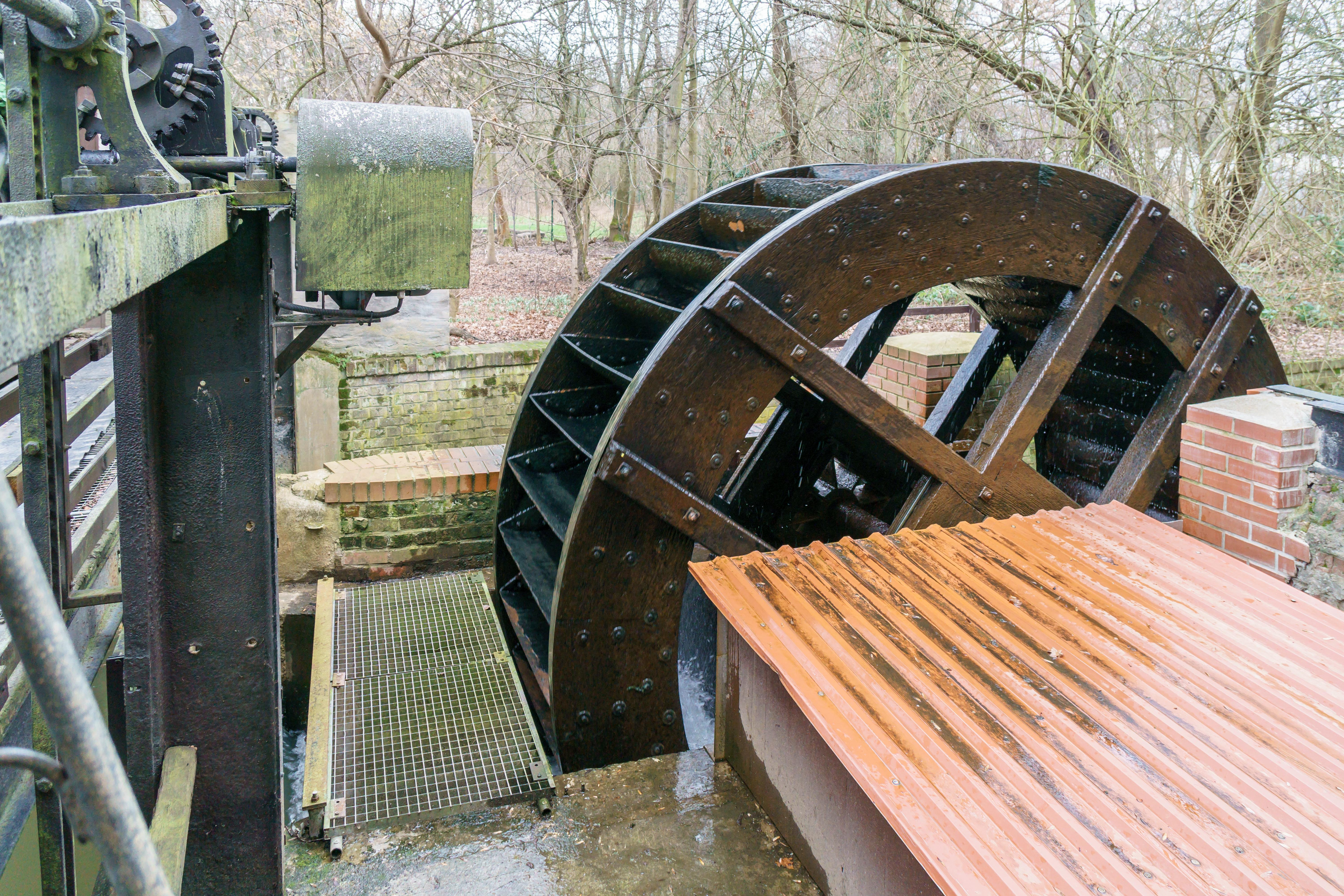
Двобортне колесо.